# Brigitte Bardot
Brigitte Anne-Marie Bardot (Paris, 28 de setembro de 1934) frequentemente referida também por suas inicias "B.B.", é uma ex-atriz, ex-modelo e ativista francesa. Famosa por interpretar personagens emancipados e hedonistas, ela é considerada um dos maiores símbolos sexuais dos anos 1950 e 1960.
Ícone de popularidade e figura feminina entre o final dos anos 1950 e início dos anos 1970, Bardot tornou-se mundialmente conhecida em 1957, após protagonizar o polêmico filme E Deus Criou a Mulher, trabalho que a catapultou a um nível de fama internacional até então inédito para uma atriz de língua estrangeira atuando fora de Hollywood. Sua liberdade e sua emancipação no período do pós-guerra na Europa chamavam a atenção de muitos intelectuais franceses. Simone de Beauvoir, em sua obra de 1959 intitulada A Síndrome de Lolita e baseando-se em temas existencialistas, descreveu Bardot como "uma locomotiva da história das mulheres".
Mesmo sem ganhar importantes prêmios no cinema durante sua carreira (apesar de ter recebido uma estatueta David di Donatello em 1961 e uma indicação ao BAFTA em 1967), Bardot causava histeria na imprensa internacional e era uma das poucas atrizes não americanas de sua época que recebiam grande atenção da mídia dos Estados Unidos, onde surgiu o termo "Bardot mania" para qualificar a adoração que ela despertava. Seus cabelos longos e loiros, bem como seu jeito de se vestir e o seu estilo de vida hedonista, tornaram-se mania entre as mulheres e influenciou toda a moda e o comportamento das gerações rebeldes das décadas de 1950 e 1960.
Depois de encerrar sua carreira como atriz em 1974, pouco antes de completar 40 anos, Bardot passou a dedicar o seu tempo na defesa dos direitos dos animais, liderando campanhas internacionais e erguendo uma fundação em 1986. Nas décadas de 1990 e 2000, ela enfrentou uma série de processos e condenações na justiça francesa por suas críticas e fortes declarações islamofóbicas sobre a imigração árabe e a chamada 'islamização' da França. Apesar disso, o seu legado no cinema continuou inspirando a moda e muitos artistas da contemporaneidade, a fazendo permanecer uma figura ilustre da cultura pop.
Ela foi eleita pela revista TIME um dos cem nomes mais influentes da história da moda e também uma das dez atrizes mais belas da história do cinema por uma pesquisa realizada na Inglaterra em 2009, enquanto o Los Angeles Times Magazine a listou como a segunda mulher mais bonita do cinema. Bardot também é um dos membros do Global 500 Roll of Honour. Em 1985, foi premiada com a Legião de Honra Francesa, mas causou polêmica ao recusar o prêmio. Em 1995, o The Times a colocou com destaque na lista dos "1000 nomes que fizeram o Século XX".

## Infância e adolescência

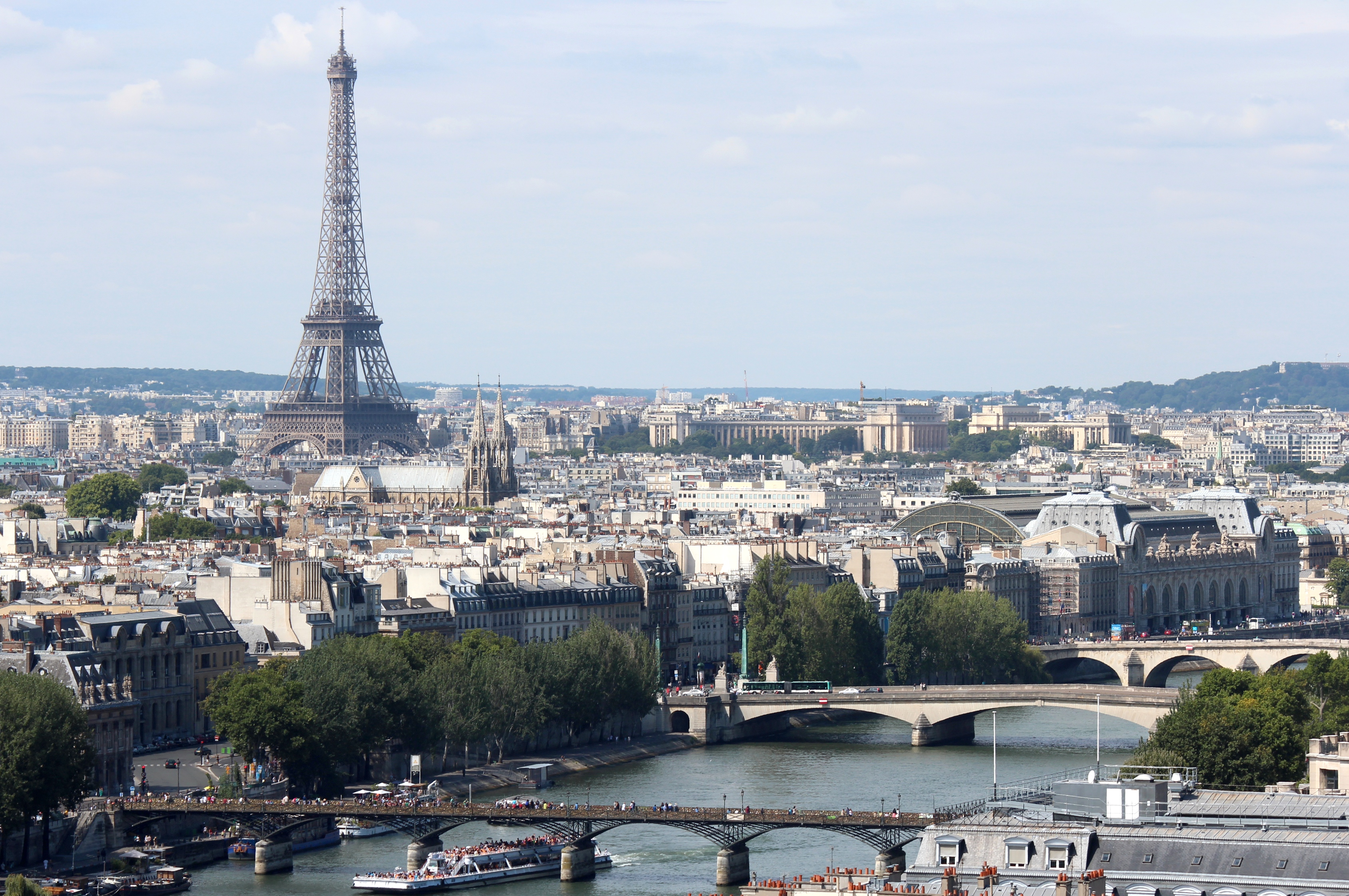
Bardot nasceu, foi criada e estudou em Paris

Brigitte Bardot nasceu no dia 28 de setembro de 1934 em um apartamento localizado na Place Violet no 15.º arrondissement de Paris. Seu pai, Louis Bardot (1896–1975), foi um industrial da alta burguesia francesa, originário de Ligny-en-Barrois, no departamento francês de Meuse e herdeiro/proprietário da Usines Bardot (atualmente uma divisão de propriedade da Air Liquide). Sua mãe, Anne-Marie Mucel (1912–1978), era filha do diretor de uma companhia de seguros e 16 anos mais jovem que seu pai. Os dois se casaram em 1933 e em 1938 tiveram uma segunda filha, Mijanou Bardot, que também atuou no cinema. Sua mãe, que acabou influenciando Brigitte nas artes da dança e música, era uma ex-artista frustrada que passou muitos anos tentando se tornar uma bailarina reconhecida até se casar. Seu pai, cuja coleção de poemas ganhou um prêmio da Academia Francesa, era também um cinéfilo que tinha como hobby filmar e fotografar. Por causa disso, existem muitos filmes e fotos de Brigitte e de sua irmã quando crianças, o que era muito raro na época.
A infância de Bardot foi próspera. Ela e sua família moravam num apartamento de sete quartos, no luxuoso 16º arrondissement, na capital francesa. No entanto, em sua autobiografia, Brigitte lembrou que, muitas vezes, se sentia ressentida. Seu pai exigia que ela seguisse rígidos padrões comportamentais, incluindo boas maneiras à mesa e o uso de roupas consideradas "apropriadas". Sua mãe era extremamente seletiva na escolha de companheiros para ela e, como resultado, B.B. teve poucos amigos de infância. 
Em outra passagem importante de suas memórias, ela relata que, certa vez, enquanto brincava com sua irmã, elas quebraram um vaso de porcelana chinesa raro, em casa, e, como castigo, o pai chicoteou as duas e as ignorou durante dias. Brigitte afirma que esse acontecimento foi muito marcante para ela e influenciou seu estilo de vida rebelde anos depois.

Sua juventude foi marcada por uma educação muito rigorosa. Em entrevista ao jornalista Jean Cau, ela atribui seu espírito rebelde à educação que recebeu: "Fui criada por pais de direita, de uma burguesia austera, que me deram uma educação católica bastante rigorosa. Eu conhecia o chicote... Era supervisionada por uma governanta. Nunca saía sozinha na rua. Fui muito bem mantida até os 15 anos." 

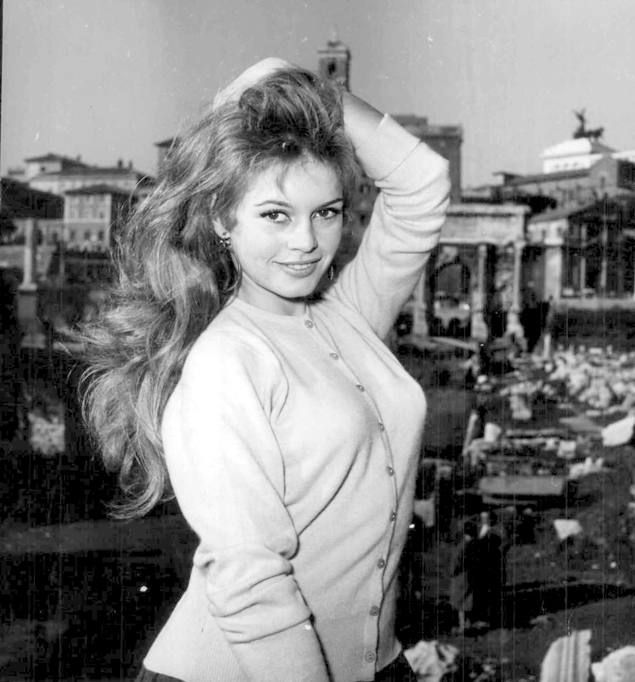
Brigitte como modelo nos anos 1950

Durante a Segunda Guerra Mundial, quando Paris foi ocupada pela Alemanha Nazista, Bardot passou mais tempo em casa devido a vigilância civil cada vez mais rigorosa. Nesta época ela se interessou em dança, que sua mãe via como potencial para uma carreira de bailarina. Bardot foi admitida aos sete anos de idade na escola particular Cours Hattemer. Ela frequentava a escola três dias por semana, o que lhe dava tempo suficiente para ter aulas de dança em um estúdio local, sob os arranjos de sua mãe. Em 1947, foi aceita no Conservatório Nacional Superior de Música e Dança de Paris e cursou as aulas de balé por três anos ministradas pelo coreógrafo russo Boris Knyazev e onde também foi colega e se tornou amiga de Leslie Caron. Ela também estudou no Instistut de la Tour, uma tradicional escola parisiense católica e particular que ficava perto de sua casa.
Com o apoio e incentivo da mãe, começou a fazer trabalhos de moda em 1949, aos quinze anos, e em 1950 foi contratada pela revista francesa Elle para ser modelo da coleção juvenil, sendo capa da edição de março daquele ano. A fundadora da revista, Hélène Gordon-Lazareff, pertencia ao círculo de amizades da mãe de Brigitte em Paris. A capa Elle chamou a atenção do então jovem cineasta Roger Vadim, que mostrou o trabalho ao cineasta e roteirista Marc Allégret, que convidou Brigitte para um teste para seu filme "Les lauriers sont coupés". Bardot foi escolhida para o papel, mas o filme acabou não sendo realizado. Mesmo assim, esta oportunidade fez com que ela pensasse em se tornar atriz. Mais do que isso, seu encontro com Vadim, que assistiu ao teste, iria influenciar sua carreira e sua vida.

## Carreira

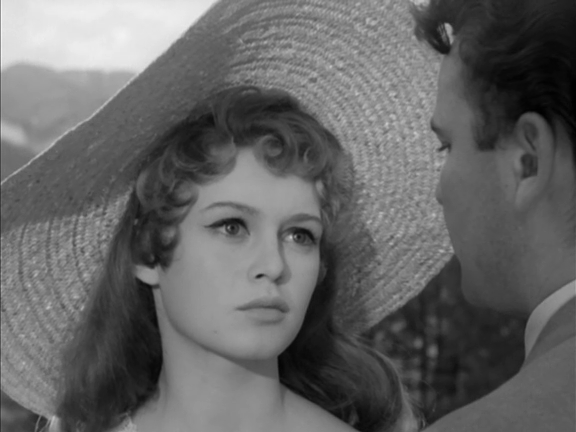
Bardot aos 19 anos em cena do filme Tradita, em 1954

Depois de aparecer na capa da revista Elle novamente, Bardot recebeu seu primeiro papel no cinema do diretor Jean Boyer, no filme Le Trou Normand, em 1952, aos 17 anos de idade. Em sua autobiografia, ela contou que resistiu em aceitar esse pequeno papel por causa do dinheiro e que também não guardava boas lembranças das filmagens, devido à sua inexperiência diante das câmeras. Em dezembro de 1952, após dois anos de namoro à revelia dos pais, Brigitte casou-se com Roger Vadim na igreja Notre-Dame-de-Grâce de Passy, em Paris, indo morar com ele a partir de então. Apesar da insegurança que sofreu durante as gravações de seu primeiro filme, ela continuou tentando novos trabalhos e, no mesmo ano, conseguiu seu segundo papel em Manina, la fille sans voile, dirigido por Willy Rozier — filme que fez seu pai recorrer à Justiça para tentar impedir que as cenas de biquíni fossem levadas ao cinema, sem sucesso. Pouco depois, André Barsacq a ofereceu para assumir, no Théâtre de l'Atelier, o papel criado por Dany Robin em L'Invitation au château, de Jean Anouilh. No dia seguinte à estreia, que aconteceu em 29 de outubro de 1953, ela recebeu elogios de Jean-Jacques Gautier, um jornalista e crítico de cinema bastante conceituado na imprensa parisiense da época.
Sabendo que o diretor do filme Si Versailles m'était conté, Sacha Guitry, procurava uma atriz "barata" para seu novo projeto, a agente de Brigitte Bardot, Olga Horstig, conseguiu para ela o papel de Mademoiselle de Rosille, amante do rei Luís XV, interpretado por Jean Marais. Após isso, a jovem atriz foi então para Roma, onde lhe foi prometido trabalho. Nesta ocasião, Bardot fez amizade com a atriz Ursula Andress e conseguiu um papel em um filme americano, Helen of Troy (1956), de Robert Wise. Ainda em Roma, ela interpretou o papel principal em uma pequena produção italiana, Haine, Amour et Trahison. De volta a França meses depois, foi-lhe oferecido um papel secundário no filme Les Grandes Maneuvers, estrelado por Michèle Morgan e Gérard Philipe. Em seguida, o diretor Marc Allégret a dirigiu em En effeuillant la marguerite (1956).
Entre 1952 e 1957 ela fez 17 filmes, todos dramas românticos ou históricos, mas nenhum de grande destaque. Apesar disso, ela foi o grande centro de atenção da mídia presente ao Festival de Cannes de 1953.

### Estrelato mundial
Roger Vadim não estava contente com o pouco sucesso dos primeiros filmes e achava que Brigitte estava sendo subestimada pela indústria. A nouvelle vague francesa, inspirada no neorrealismo italiano, estava começando a crescer internacionalmente e ele, acreditando que Bardot poderia estrelar filmes desta categoria, a escalou para o papel principal de sua nova produção, E Deus Criou a Mulher (1956), com a então jovem sensação masculina do cinema francês, Jean-Louis Trintignant.

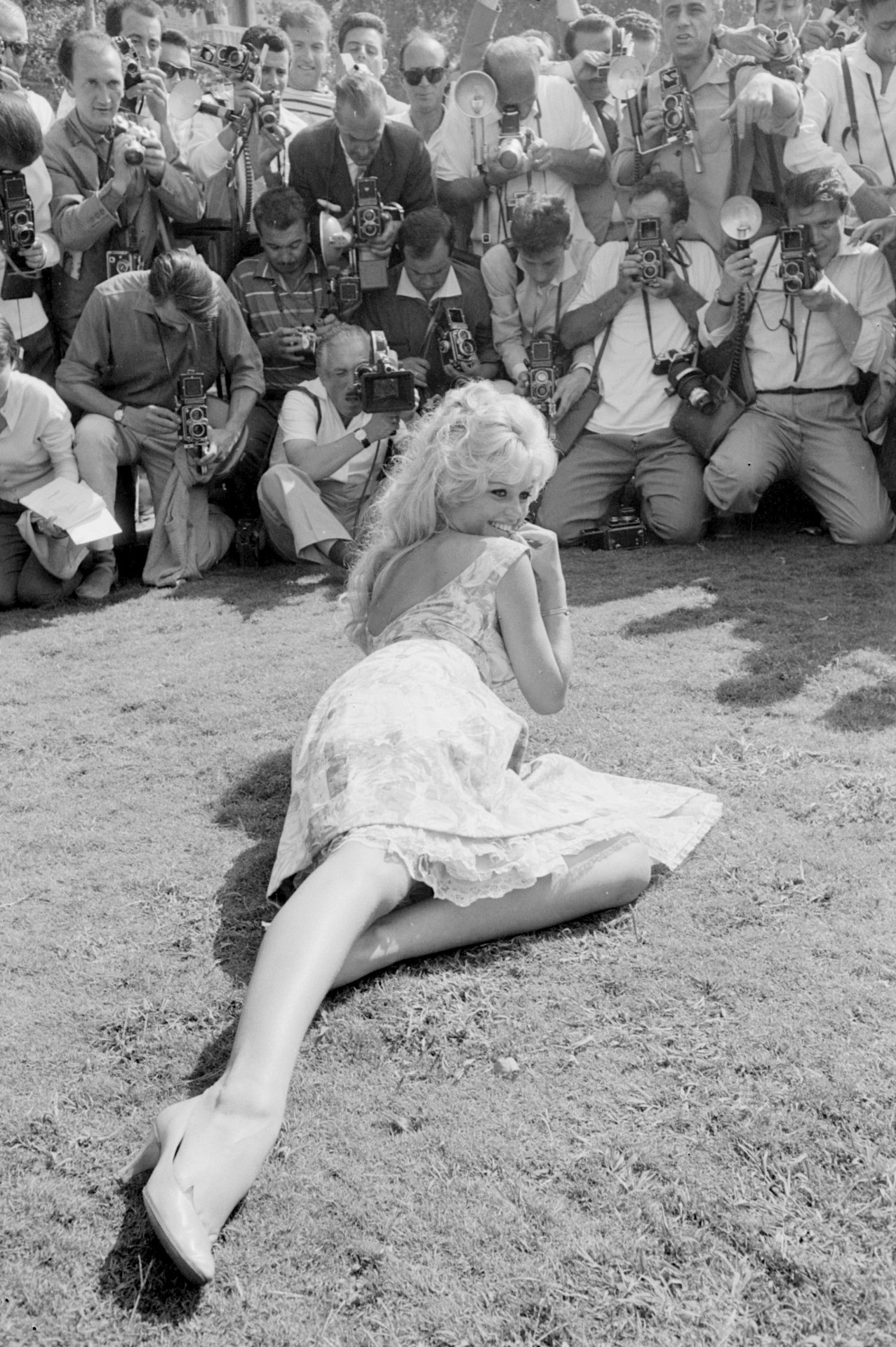
Brigitte Bardot em Veneza, em 1958

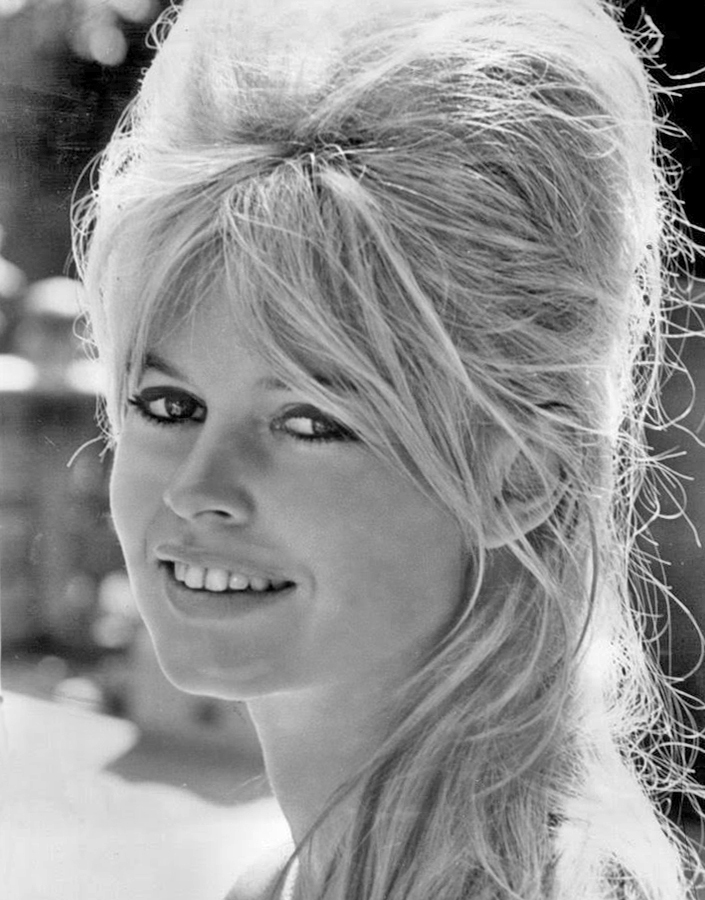
Brigitte Bardot com um de seus famosos penteados em 1962

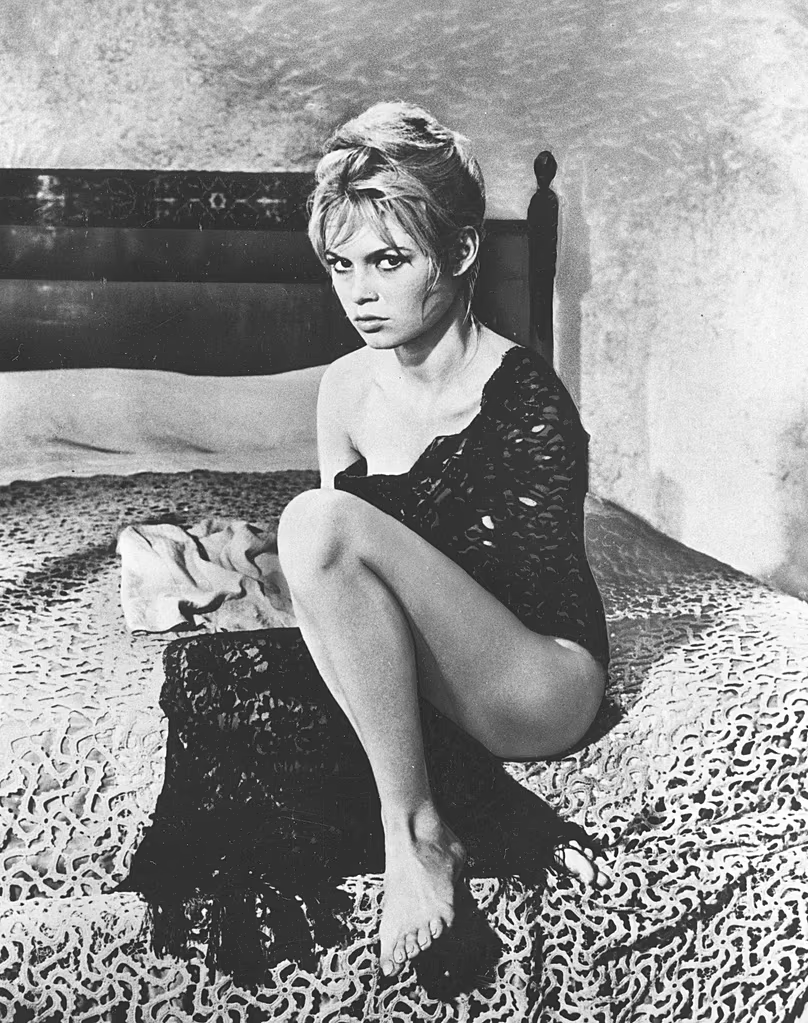
Recorte de jornal dos EUA, o qual já usava o termo "Sex Kitten" para Bardot. 9 de fevereiro de 1958.

O filme, sobre uma adolescente amoral numa pequena e respeitável cidade do litoral fez um grande sucesso e causou enorme escândalo mundial, especialmente pela forma como abordou a sexualidade. Quando chegou aos Estados Unidos o filme estourou as receitas, transformando Bardot em um fenômeno da noite para o dia com suas cenas de biquíni percorrendo as telas de cinema do mundo todo. No entanto, o filme sofreu fortes censuras e chegou a ser proibido em alguns países, sendo condenado pela Liga da decência católica. Na Europa, a imprensa conservadora reagiu violentamente contra o filme, estampando em suas capas manchetes com a foto de Bardot e usando termos como "sujeira", "vulgaridade", "besta" e "heroína pitoyable" (expressão em francês para algo ruim, lastimável e sem valor). Houve ainda magnatas da época e movimentos religiosos que se articularam para tentar banir ela definitivamente dos cinemas. Durante a abertura da Exposição Universal de Bruxelas em 1958, o pavilhão do Vaticano, decorado com o tema dos sete pecados capitais, ilustrou a luxúria com um outdoor de fotos de Bardot, o que precisou de uma intervenção dos advogados dela e do governo francês para ser removido. Ainda hoje, a cena em que ela dança descalça em cima de uma mesa é considerada uma das mais eróticas da história do cinema.
Na moralista Hollywood dos anos 1950, onde o maior símbolo sexual, Marilyn Monroe, no máximo havia aparecido nas telas de maiô, seu perfil erótico a transformou numa aposta arriscada para os estúdios, e isso, além de seu sotaque e seu inglês limitado, a impediram de fazer uma grande carreira no cinema dos Estados Unidos. De qualquer modo, ela se tornou a mais famosa atriz europeia em toda a América e permanecer na França beneficiou sua imagem.

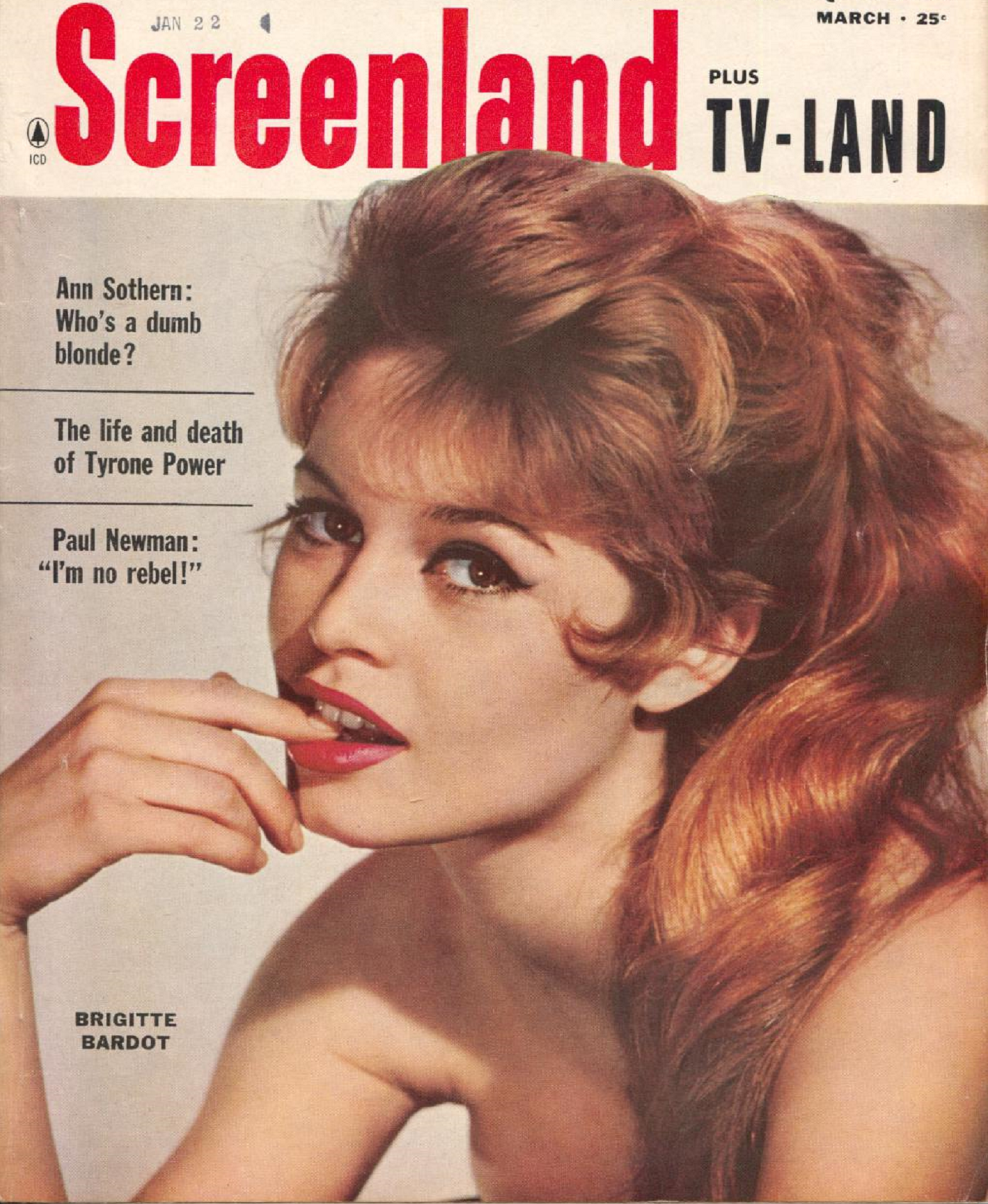
Brigitte Bardot na capa da revista americana Screenland, edição de Março de 1959

Durante a década de 1960, quando a Europa, principalmente Londres e Paris, começou a ser o novo centro irradiador de moda e comportamento e Hollywood saiu por um tempo da luz dos holofotes, ela acabou eleita a deusa sexual da década. Verdadeiro ou falso, nesta época se dizia que Brigitte Bardot era mais importante para a balança comercial francesa que as exportações da indústria automobilística do país, sendo apelidada por Charles de Gaulle como "A exportação francesa mais importante que os carros da Renault".
Bardot se divorciou de Vadim em 1957 e dois anos depois casou-se com o ator Jacques Charrier, que lhe deu seu único filho, Nicolas-Jacques Charrier, e com quem estrelou Babette Vai à Guerra (1959). Seu casamento foi alvo constante dos paparazzi e houve choques e mudanças no rumo de sua carreira. Seus filmes se tornaram mais substanciais, mas isto trouxe uma grande pressão tornando dúbio o seu status de celebridade do cinema, pois ao mesmo tempo em que tinha aclamação da crítica na França, continuava sendo a bombshell glamourosa para o resto do mundo.

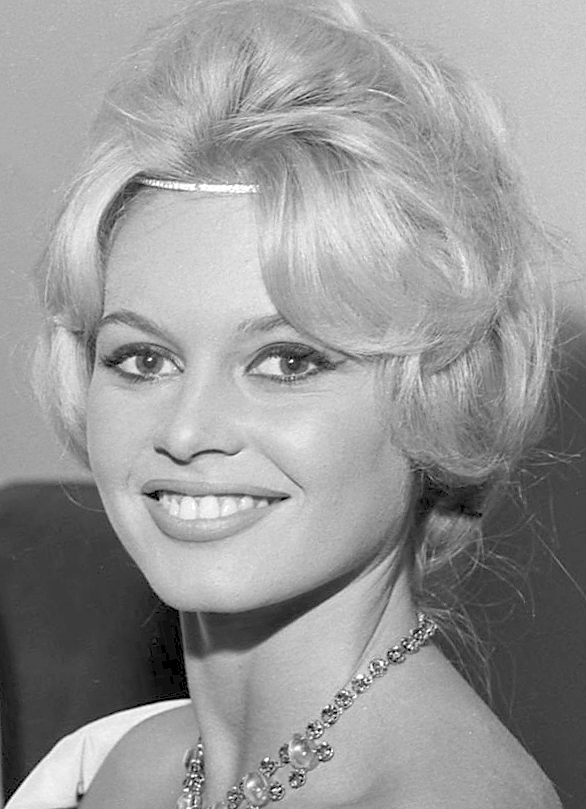
Brigitte Bardot em 1958

Em 1960, estrelou com Sami Frey o filme A Verdade, trabalho muito aguardado de Henri-Georges Clouzout. Durante as filmagens, Bardot teve um caso com seu colega Sami Frey, que resultou no rompimento com seu marido Jacques Charrier. Logo após o fim das gravações, quando o escândalo veio à tona, Bardot cometeu uma tentativa de suicídio, poucas semanas antes de completar 26 anos. 

“Provavelmente nenhum filme nos últimos anos - pelo menos na França - recebeu tanta atenção antecipada. Dois anos de planejamento, seis meses de filmagem, cenários fechados para a imprensa e tudo culminando na tentativa de suicídio da estrela do drama, Brigitte Bardot. Disseram ao público que Clouzot estava transformando BB em uma atriz de verdade.”

— The New York Times
O seu corpo inconsciente foi encontrado nos arredores da cidade de Menton, onde ela havia se refugiado na casa de amigos quando a imprensa começou a noticiar o fim de seu casamento e seu novo romance, após ingerir barbitúricos e cortar os pulsos. Ela foi levada para um hospital em Nice, onde recuperou a consciência dois dias depois e mais uma vez precisou lidar com a reação do público e dos jornais após sair do hospital. A Verdade estreou nos cinemas parisienses em 2 de novembro de 1960. O filme foi bem recebido pela crítica e obteve um bom sucesso de público, sendo premiado em inúmeros festivais internacionais e foi indicado ao Oscar de melhor filme estrangeiro em 1961.

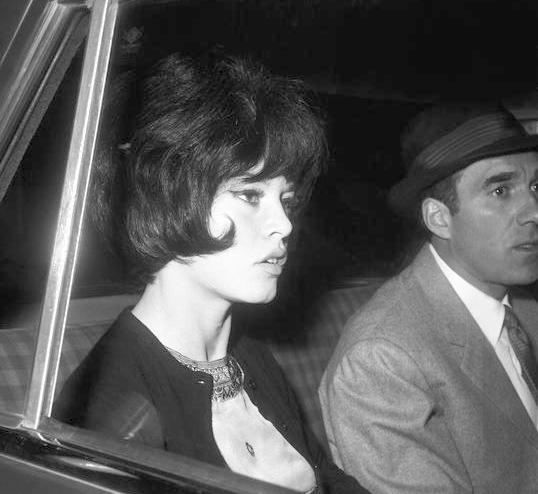
Bardot flagrada usando uma peruca na tentativa de despistar os paparazzi italianos em Roma nos anos 1960. Ao seu lado, o ator Michel Piccoli.

Em 1962, filmou com Louis Malle e Marcello Mastroianni Vida Privada, um filme autobiográfico sobre uma celebridade do cinema sem vida pessoal, graças a perseguição constante da imprensa. Durante as gravações em Zurique, na Suíça, Bardot e os produtores enfrentaram a fúria e os protestos de muitos cidadãos mais conservadores que viam nela uma afronta aos costumes e uma má influência para a juventude. Em uma das cenas do filme, a personagem Jill, interpretada por Bardot, entra em um elevador e é xingada por uma faxineira: “Já tinham dito que você estava morando aqui, mas não ousei acreditar. Estou cansada de ver sua cara em todos os lugares. Estou cansada das suas histórias. Você não vai deixar nunca esses pobres rapazes em paz? Afinal você é o que? Uma cadela? Ganha milhões por estar nua enquanto meu irmão está tendo que lutar na Argélia”. Segundo o diretor Louis Malle, esta cena foi baseada num acontecimento real. “Isso realmente aconteceu com ela num apartamento em Paris”, disse ele para a imprensa na época.

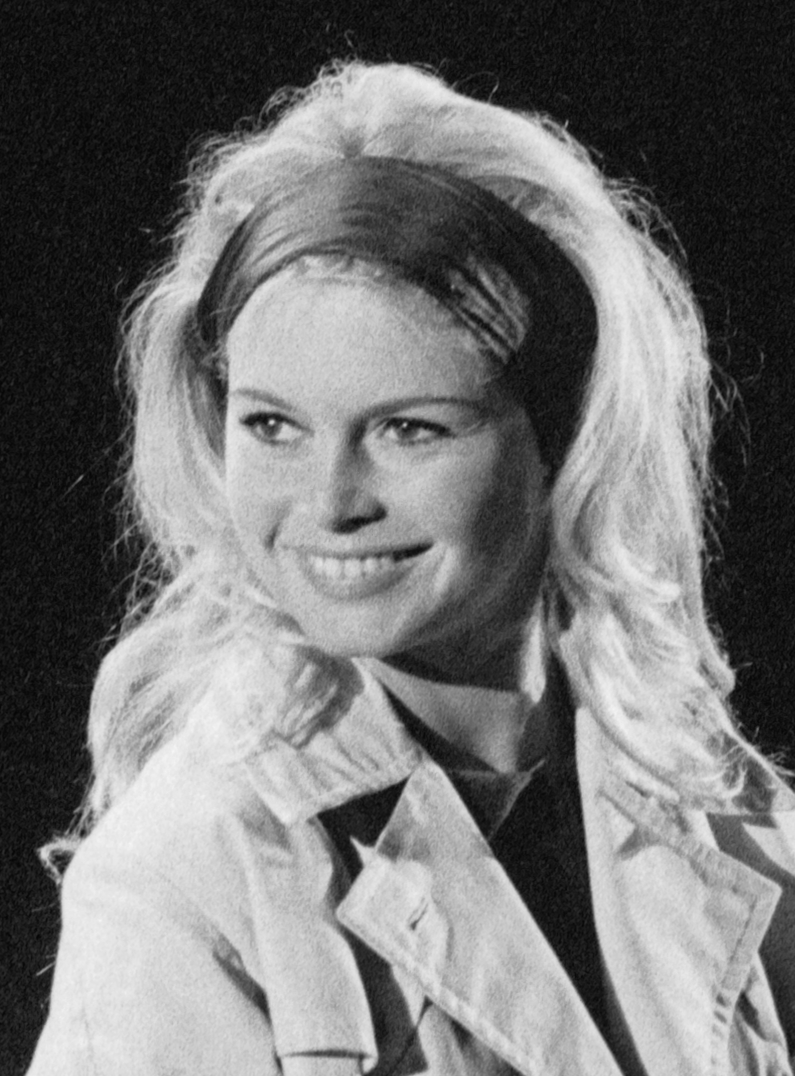
Brigitte durante as filmagens do filme Vida Privada, em 1961

Pouco depois deste filme, BB decidiu retirar-se definitivamente da vida agitada das metrópoles europeias para uma vida de auto-isolamento, mudando-se para uma mansão (La Madrague) em Saint Tropez, na Costa Azul francesa.
No entanto, sua tentativa de levar uma vida mais calma em Saint-Tropez acabou frustrada. Quando se mudou para sua nova casa as margens do Mediterrâneo, mesmo sem querer, ela arrastou consigo uma horda de paparazzi, fãs e curiosos, que transformaram a pequena vila em um badalado local durante o verão europeu. A casa de Bardot virou então um ponto turístico, caravanas com turistas navegavam até o local diariamente na tentativa de vê-la ou apenas para conhecer sua famosa propriedade. Durante os anos 1960, jornais e revistas de fofocas alugavam alguns dos imóveis mais próximos de La Madrague e muitos jornalistas até acampavam próximo a casa de Bardot na tentativa de flagrar qualquer passo dela. Em 1963, ela obteve uma excepcional (e paga) isenção, autorizando-a a construir muros estendendo os limites de seu terreno até a beira d'água, formando assim uma mini praia particular, a fim de resguardar sua intimidade, principalmente à vista dos paparazzi. Houve muitas tentativas de invasão da propriedade e certa vez um dos seguranças tentou abusar dela. Anos mais tarde, Bardot gravaria a canção La Madrague, em homenagem à sua célebre casa na Riviera Francesa.

### O Desprezo, Viva Maria! e outros projetos

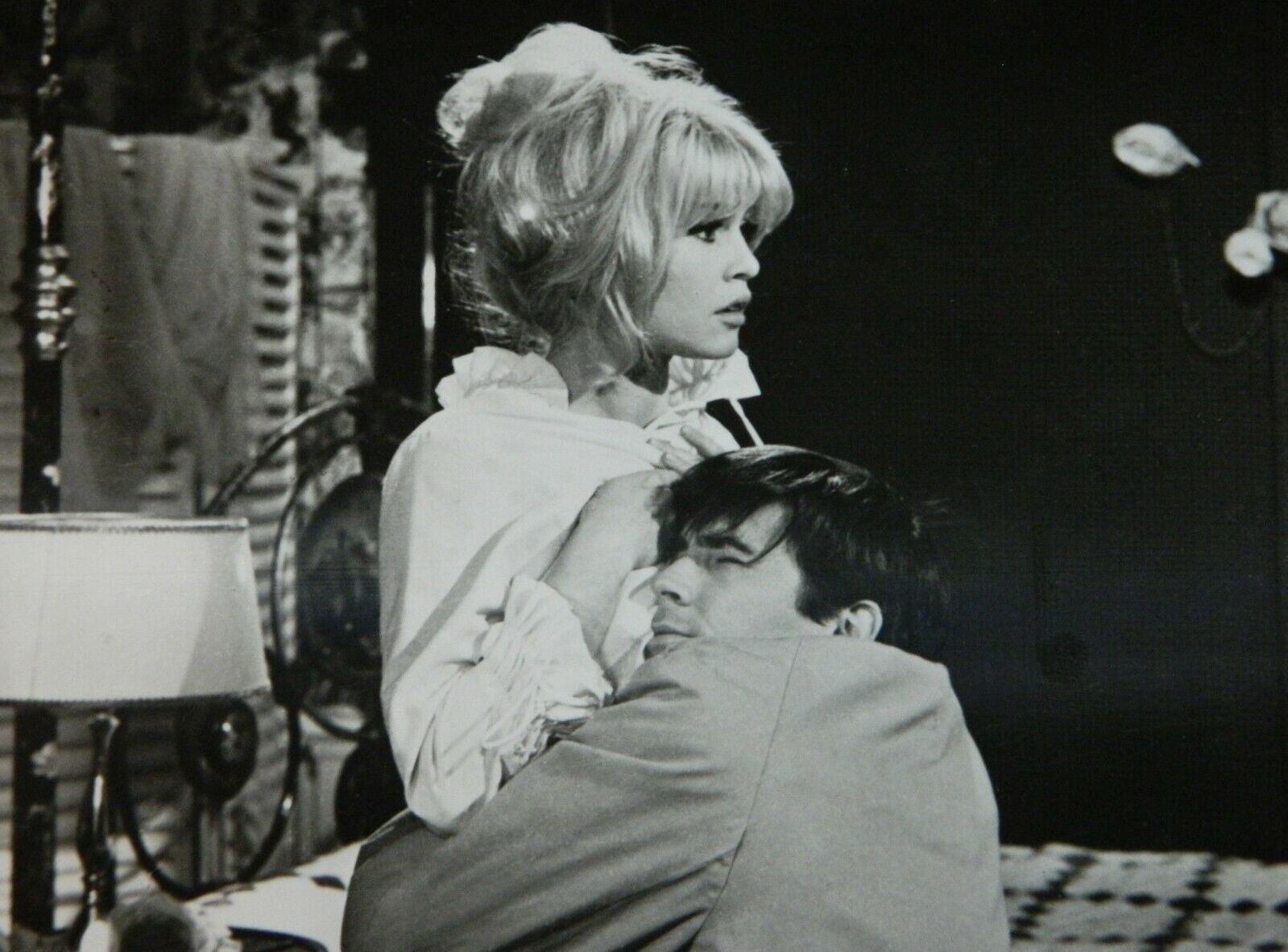
Bardot e Anthony Perkins em cena do filme Une ravissante idiote, em 1964

Em 1962, durante um encontro em Paris, Bardot mostrou-se interessada em estrelar o aclamado filme cult de Jean-Luc Godard O Desprezo. No entanto, Godard não queria ela para o papel principal pois considerava o perfil de Brigitte Bardot "muito moderno". Um dos produtores e investidores americanos do projeto, Joseph E. Levine, quando soube do interesse de Bardot pelo filme, impôs o nome dela a Godard que, sem alternativa, escalou BB para o papel. As gravações foram feitas ao longo de 1963 e ocorreram nos estúdios Cinecittà em Roma, na cidade de Sperlonga e na ilha de Capri, encerrando na Casa Malaparte. Neste filme, Godard utiliza o relacionamento conturbado de um casal para mostrar, de forma não explícita, seu modo de ver o cinema como arte ao mesmo tempo em que critica o cinema precisamente comercial. Foi também neste período que Bardot engatou um relacionamento com o franco-marroquino-brasileiro Bob Zagury, então jogador de basquete do Flamengo e que viajou com ela ao Rio de Janeiro.

Bardot na sacada do hotel Copacabana Palace durante suas férias no Brasil, entre janeiro e março de 1964

Em 1964, foi convidada por Louis Malle para estrelar, com Jeanne Moreau, o filme Viva Maria!, um faroeste de grande orçamento rodado no México. Brigitte viu neste trabalho uma grande oportunidade de mudar sua imagem estereotipada de sex kitten nas redações, ainda muito atrelada ao seu papel em E Deus Criou a Mulher. As filmagens iniciaram em janeiro de 1965 na Cidade do México e continuaram nas proximidades de Texcoco, sendo lançado inicialmente nos cinemas de Los Angeles e Nova York no final daquele ano. Foi nesta ocasião que um jornalista mexicano, durante uma coletiva, fez a ela a pergunta: "O que você veste para dormir?" e Bardot respondeu: "Os braços do meu amante!". Uma clara referência a mesma pergunta respondida por Marilyn Monroe, quando ela disse que usava apenas gotas de Chanel Nº 5. O filme Viva Maria! conseguiu um bom desempenho nas bilheterias e em 1967 Bardot recebeu uma indicação ao BAFTA de Melhor Atriz estrangeira.

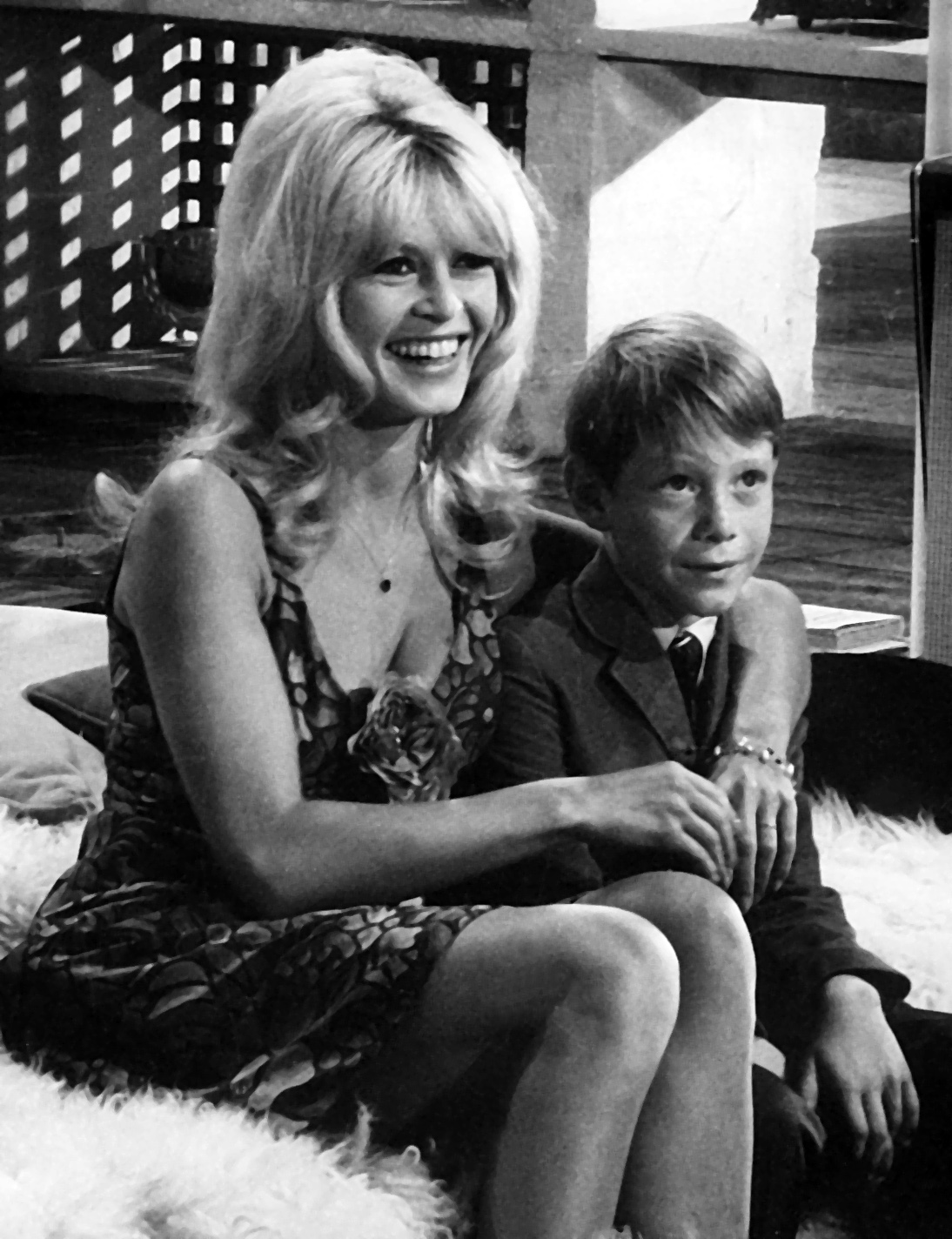
Bardot com o ator mirim Billy Mumy no set de Dear Brigitte, em 1965

Além do cinema, ela se envolveu também na moda e na música pop, firmando-se como um ícone fashion. Em 1965, a 20th Century Fox produziu um filme, que ganhou o nome de Dear Brigitte, estrelado por James Stewart e no qual Bardot foi convidada para fazer algumas aparições como ela mesma, sendo essa uma das poucas produções de Hollywood que ela aparece. Inicialmente, o filme se chamaria Erasmus with freackles, mas Bardot aceitou participar apenas com a condição de que seu nome não fosse creditado e nem aparecesse em qualquer tipo de material promocional. Desta forma, a única maneira que os produtores encontraram de captar o fascínio do público americano por Bardot foi alterando o nome do filme para que todos percebessem que ela apareceria. Além disso, ela também recusou-se em viajar até a Califórnia para gravar suas cenas, que foram feitas durante três dias em uma propriedade rural nos arredores de Paris.

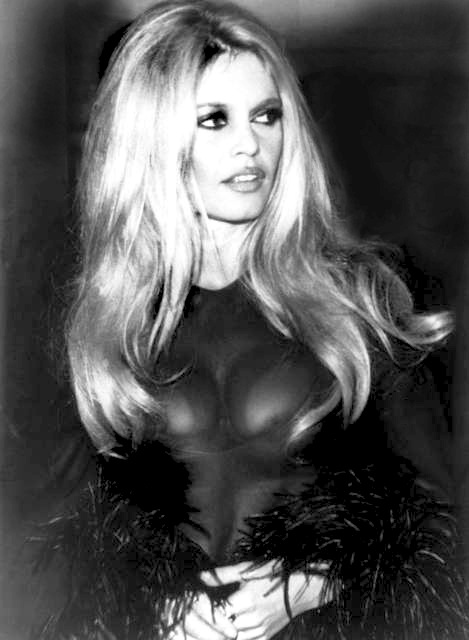
Brigitte em Munique, 1968

Em 1966, Bardot foi mais uma vez dirigida por Godard ao interpretar ela mesma em Masculino-Feminino, filme que aborda as transformações culturais pelas quais o mundo estava passando na segunda metade da década de 1960. Em 1967, ela emplacou um fracasso de bilheteria após alguns anos com o filme Two Weeks in September, gravado na Inglaterra e Escócia. Mas apesar disso, afirmou em entrevista que foi o filme que mais gostou de fazer.

### Últimos anos no cinema
Em 1967, sua presença no Festival de Cannes, onde fazia alguns anos que ela não aparecia, foi marcada pela completa histeria coletiva dos fotógrafos e jornalistas presentes ao evento. Durante sua entrada no Palácio Croisette, os paparazzi e jornalistas se empurravam e gritavam seu nome tentando fotografá-la, que era acompanhada por seu então marido Gunter Sachs, gerando um caos sem precedentes. Em sua biografia, ela disse que naquela noite se sentiu sufocada e como um animal perseguido por caçadores, sendo um dos piores dias de sua vida até então.

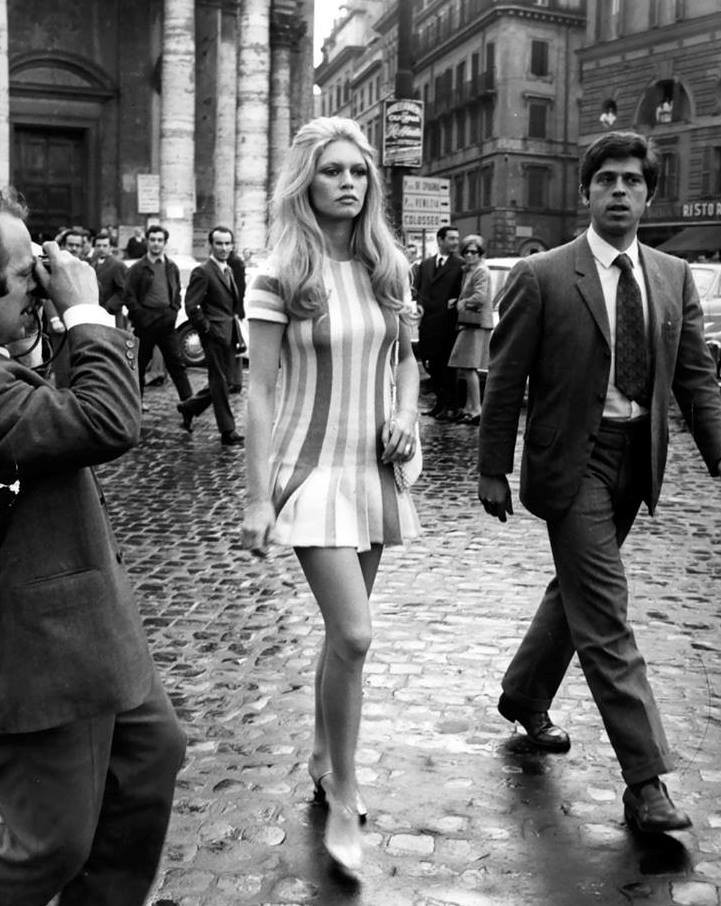
Bardot caminhando por Roma, abril de 1969

Pelo resto da década, o seu mito de ícone sexual foi mantido e alimentado por filmes como Histórias Extraordinárias, com Alain Delon e o faroeste britânico Shalako, com Sean Connery. Em 1969, foi convidada para ser a Bond Girl do sexto filme da série do agente James Bond, o 007 - A Serviço Secreto de Sua Majestade, mas recusou o papel. Ela disse que era fã da franquia e que gostava de filmes de espionagem, mas sem ela. Nesse período, também participou e estrelou vários musicais de televisão e gravações de discos produzidos por Sacha Distel e Serge Gainsbourg, incluindo a famosa canção Je t'aime...moi non plus.
Já na década de 1970, ainda apareceu em filmes como As Noviças, com Annie Girardot, As Petroleiras, com sua amiga Claudia Cardinale e Se Don Juan Fosse Mulher, em 1973, no qual ela e Jane Birkin causaram escândalo ao protagonizarem uma cena de sexo lésbico. Quando as gravações terminaram, Bardot disse: "Se este não foi meu último filme, vai ser o último que vai ficar para marcar." Mas na época, a imprensa e seus fãs não levaram a sério que ela realmente abandonaria o cinema naquela altura.
Bardot anunciou o fim definitivo de sua carreira em meados de 1974, pouco antes de completar 40 anos. Quando questionada, ela disse que estava cansada da insdústria cinematográfica e que encerrar sua carreira aos 39 anos era uma forma de "sair elegantemente". Nas décadas seguintes, ela recusou inúmeros convites para voltar a atuar, incluindo uma oferta de 1 milhão de dólares para estrelar um filme ao lado de Marlon Brando, e ao longo dos anos têm negado propostas e proibido muitos diretores de realizar filmes sobre sua vida.

## Ativismo
Após mais de 40 filmes e de gravar dezenas de canções, Brigitte recolheu-se a La Madrague definitivamente, escolheu usar a fama pessoal para defender os direitos animais e tornou-se vegetariana. Em 1977, ela uniu-se ao ecologista suíço Franz Weber e conseguiu atrair atenção internacional para sua causa ao denunciar in loco o massacre de bebês-foca no norte do Canadá. Em 1986, ergueu uma fundação, a Fondation Brigitte Bardot, declarada de utilidade pública pelo governo francês em 1992, e que em 1995 nomeou o Dalai Lama como seu membro honorário. Entre 1989 e 1992, BB também apresentou na tv francesa uma série chamada S.O.S. Animaux, copatrocinada por sua fundação. Entre outras causas, ela atuou e liderou campanhas contra a caça das baleias, as experiências em laboratório com animais, pela proibição de brigas autorizadas entre cães, pelo fim das touradas e o uso de casacos de pele, e também copatrocinou clínicas móveis para atendimento de animais de rua em países do Leste Europeu.
Em 1983, ela conseguiu que os países europeus proibissem a importação de peles e produtos derivados de caça às focas após uma reunião no Conselho da Europa. A partir de então, a caça experimentou um declínio acentuado. De fato, 20.000 focas foram abatidas em 1985 contra 200.000 em 1981. Em 1992, BB adquiriu uma nova propriedade em Eure, na região da Alta Normandia, que, assim como sua casa em Saint-Tropez, serve como santuário para animais maltratados e é financiada por sua fundação.
No final dos anos 1990, a cantora Madonna ofereceu 3 milhões de Francos Franceses para interpretar Brigitte Bardot numa adaptação ao cinema de seu livro autobiográfico Initials BB, lançado em 1997. Mas Bardot proibiu a iniciativa, alegando que Madonna usava casacos de pele.
Em 2002, por ocasião da Copa do Mundo FIFA, ela convocou um boicote aos produtos sul-coreanos a fim de protestar contra o consumo de carne de cães e gatos na Coreia do Sul e outros países da Ásia, chegando a receber ameaças de morte: “Recebi 7.000 cartas com ameaças de morte. Eles estão furiosos com minhas críticas e me disseram que essa prática faz parte de sua cultura. Comer cachorro não faz parte da cultura, é grotesco. Cultura é compor música, como fez Mozart, ou construir edifícios”, disse ela em entrevista na época, que também afirmou não ter medo das intimidações.
Em Março de 2006, aos 71 anos, Bardot viajou pela segunda vez ao Canadá para protestar contra a caça às focas, mas o então primeiro ministro Stephen Harper rejeitou sua petição e seu pedido para uma reunião.

## Política, controvérsias e processos
Em novembro de 1961, a Organisation Armée Secrète (Organização Armada Secreta), uma facção terrorista e paramilitar que praticava atentados na Argélia e na França continental, ameaçou em carta aberta sequestrar Brigitte Bardot e explodir a Torre Eiffel. Em resposta, Bardot acusou os membros da OAS de serem nazistas e ameaçou deixar a França pois não queria viver em um país de nazistas. A segurança precisou ser reforçada durante meses no apartamento que Brigitte tinha em Paris na época e também na casa de sua família.

Brigitte Bardot em Nice, 2002

Entusiasta e apoiadora da política de Charles de Gaulle nos anos 1960, em especial no tocante à independência da Argélia, nos anos 1990 entretanto, suas posições políticas e sociais, principalmente sobre a imigração árabe, lhe causaram diversos processos e lhe custaram muito da popularidade conquistada no cinema e em seu ativismo pró-animais, sendo hoje, uma personalidade antipatizada por muitos franceses da nova geração.
Seu livro autobiográfico de 1996, grande sucesso de vendas na França, trazia diversas referências e críticas principalmente ao Islamismo.
Hoje casada com um ex-conselheiro do Front National de Jean-Marie Le Pen, representante da extrema-direita francesa, entre 1997 e 2003 ela foi processada por diversas entidades muçulmanas, devido a suas críticas aos imigrantes islamitas do país, ao crescimento do número de mesquitas, ao sacrifício de animais usado em vários de seus rituais e foi acusada de racismo e suposto incitamento racial contra imigrantes, chegando a ser condenada, em tribunal, a pagar 5 mil euros de multas.

Por comentários recebidos como insultuosos aos homossexuais, feitos em seu livro de 2003, Un cri das le silence: revolte et nostalgie (em português: Um grito no silêncio: revolta e nostalgia), que trata principalmente da 'islamização' da França, ela foi processada por entidades de defesa de minorias. No livro, Bardot escreveu:
"Os homossexuais sempre tiveram um gosto e um talento muito mais sutil, uma classe, um escopo, uma inteligência, um espírito, um esteticismo que os diferenciava dos mortais comuns até que tudo se degenerou em bichas de baixo escalão, drag queens de todos os matizes, fenômenos de feira, tristemente estimulados por movimentos políticos nesta decadência pelo levantamento das proibições que coibiam os excessos extremos”. 
Em entrevistas para revistas gays após a publicação do livro, Bardot, que anos antes reconheceu já ter se relacionado com uma mulher mais jovem, negou ser homofóbica e se defendeu dizendo: 
"Os homossexuais são pessoas como as outras com suas qualidades e seus defeitos e entre os quais encontro meus melhores amigos. Acho lamentável para todos os gays que alguns deles se marginalizem, se ridicularizando e parodiando durante a parada gay, essa é uma sexualidade que ninguém contesta. Pessoalmente, acho o PACS inútil, mas mais uma vez, não me importo. Aos homossexuais que são meus amigos de toda a vida, fiquem como são e continuem a me aceitar como sou, com o meu melhor e o meu pior”.
Em junho de 2008, Bardot foi pela quinta vez condenada num processo de incitação ao racismo por um tribunal de Paris, após fazer uma declaração em carta aberta ao então Ministro do Interior Nicolas Sarkozy: "Estamos fartos de ser manipulados por essa população que destrói nosso país impondo seus atos", escreveu na carta, sendo assim, obrigada a pagar 15 mil euros de multa. Os protestos de Bardot têm a ver com os rituais muçulmanos de sacrifício de animais, durante a tradicional festa Eid ul-Adha, realizada pelos imigrantes de países islâmicos que vivem na França.

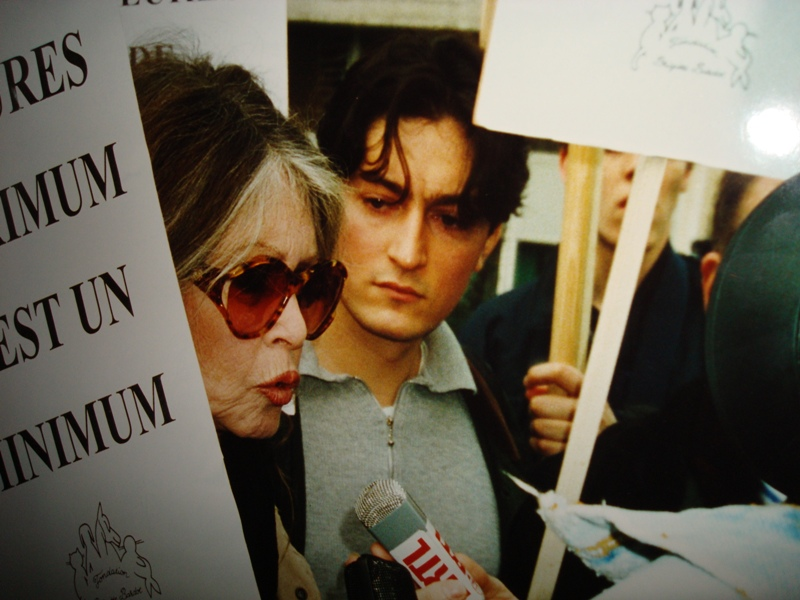
Brigitte Bardot durante uma manifestação a favor da causa animal em Bruxelas, 1995

Durante as eleições americanas de 2008, Brigitte Bardot novamente ganhou destaque nos noticiários internacionais após uma carta declarada em nome de sua fundação para a candidata Republicana Sarah Palin, na qual criticava duramente a ex-governadora do Alasca por sua postura em relação ao aquecimento global, controle de armas e a exploração do petróleo na região, sem se preocupar com a vida dos ursos polares. Em sua declaração, Brigitte dizia que Sarah Palin era uma "grande irresponsável" e uma "desgraça para o meio ambiente", e que desejava a derrota dos republicanos, já que o mundo sairia "ganhando" com isso. Foi anunciado na imprensa em outubro de 2010 que Brigitte Bardot estaria estudando a proposta de candidatar-se à Presidência francesa nas eleições de 2012, liderando um grupo ecologista. O jornal Le Parisien acrescentou que a atriz recebeu a proposta de ser "a cara" da Aliança Ecologista Independente, uma formação verde dirigida por Antoine Waechter, um conhecido ecologista.
Em janeiro de 2013, ela ameaçou pedir nacionalidade russa se dois elefantes fossem sacrificados em um circo, no sul da França. A ameaça de Bardot foi feita um dia depois do ator Gérard Depardieu escandalizar o país ao se tornar um cidadão russo, em protesto contra as altas taxas de impostos propostas pelo governo socialista. Dias depois, em entrevista a televisão francesa, Brigitte declarou estar "cansada da França", e que também não queria mais viver em um país que havia se tornado um "cemitério" de animais.
No início de 2018, Bardot chamou as atrizes que participaram do Movimento Me Too de "hipócritas e ridículas", e disse que jamais se sentiu assediada quando trabalhou no cinema. "Muitas atrizes tentam provocar produtores para conseguir papéis. E então, quando falamos sobre elas, dizem que foram assediadas", falou BB para a revista Paris Match. Em março do mesmo ano, durante entrevista ao semanário conservador Valeurs Actuelles, ela voltou a fazer críticas a comunidade islâmica francesa, declarando que "a França não é mais o que era", e afirmou ser inaceitável o uso de burcas tornar-se comum em seu país.
"Não lutei contra a Argélia francesa para aceitar uma França argelina. Não toco na cultura, na identidade e nos costumes dos outros, não toquem nos meus. Fui criada com valores como honra, patriotismo, amor e respeito pelo meu país, e quando vejo o que se tornou, sinto-me desesperada."
Através de sua conta no Twitter, Bardot manifestou apoio ao Movimento dos coletes amarelos que aconteceu na França em novembro de 2018. Em entrevista ao jornal Le Parisien, ela criticou Emmanuel Macron, dizendo que sua política sufoca os mais pobres e afirmou que o presidente francês deveria se tornar ator.

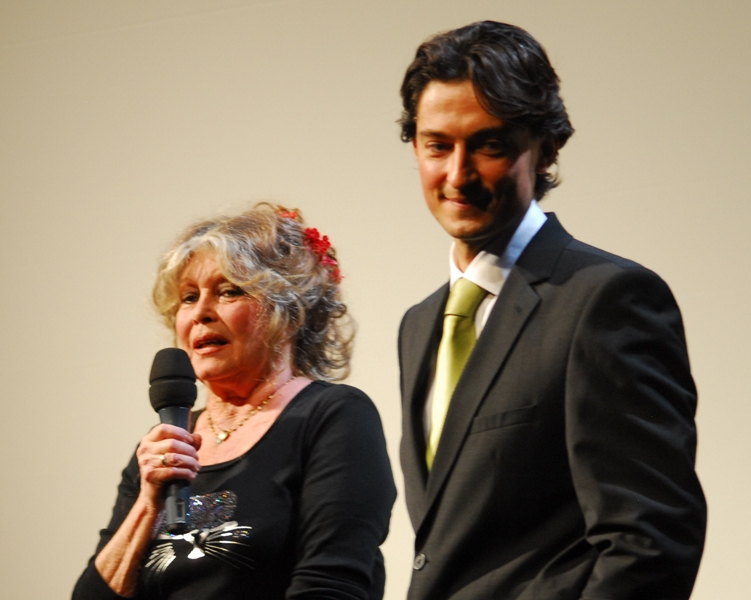
Brigitte Bardot e o porta-voz de sua fundação, Christophe Marie, em 2006

Ao ser entrevistada pela revista italiana Oggi em janeiro de 2021, Bardot afirmou que a Pandemia de COVID-19 era boa pois ajudaria a controlar a superpopulação do planeta e disse que não iria se vacinar pois não se importava mais com sua saúde. Na mesma entrevista, ao ser questionada sobre a Crise migratória na Europa, ela foi além e disse ser favorável a governos que sejam "capazes de botar ordem nessa confusão". Segundo ela, o governo francês tem ajudado mais imigrantes do que cidadãos franceses pobres e também disse que a França deveria sair da União Europeia.
Definindo-se como uma “conservadora.” no espectro político, Bardot considera-se uma “francesa de estirpe distante e orgulhosa disso.” Durante a campanha presidencial de 1974, ela vestiu publicamente a camiseta dos partidários do candidato de centro-direita Valéry Giscard d'Estaing, a quem apoiou contra o socialista François Mitterrand.
Em Novembro de 2021, foi condenada a pagar 20 mil euros em França por insultos racistas. A atriz apelidou os habitantes da ilha francesa de Reunião de nativos que "preservaram os seus genes selvagens", pela maneira como tratam os animais.

### Relação com Marine Le Pen e o Front National
Bardot expressou apoio a Marine Le Pen, líder do Front National, chamando-a de "a Joana d'Arc do século 21" e dizendo que Marine é "a única mulher que tem colhões". Ela apoiou publicamente Le Pen nas eleições presidenciais francesas de 2012 e 2017.
Ao ser questionada por jornalistas do Le Monde em 2018 sobre ser adepta do partido de Le Pen, rótulo que teria manchado sua imagem pública, ela declarou: "Eu julgo os políticos por suas propostas para a causa animal. Tive uma esperança insana quando a Frente Nacional fez propostas concretas para reduzir o sofrimento animal. Se amanhã um comunista aceitar as propostas da minha fundação, eu aplaudo e voto. Mas não vou apoiar mais ninguém."

Bardot em sua casa durante gravação com Rémi Gaillard, em 2018

### Entrevista para a Valeurs Actuelles em Dezembro de 2023
A edição de dezembro de 2023 do periódico conservador Valeurs Actuelles publicou uma entrevista exclusiva e "sem filtros" de Brigitte Bardot, na qual ela, aos 89 anos de idade, falou sobre suas visões atuais da sociedade em assuntos como religião, política e ambientalismo. Na entrevista, ela disse que o Papa Francisco é "um idiota”, que está fazendo “muito mal à igreja” e que ele "parece um representante do diabo”. Ela também se refere ao presidente Emmanuel Macron e o acusa de ser “pior que o Papa”, dada a sua “inação, a sua covardia e o seu desprezo pelos franceses”.
"A França está ferrada no momento. Mas com a tomada do poder por um governo autoritário e com coragem, ela pode ressurgir das cinzas".
Quando perguntada sobre os movimentos ambientalistas da atualidade, Bardot afirmou que são todos "uma grande farsa". Ela também comentou sobre os políticos Jordan Bardella e Éric Zemmour, dizendo que, em 2023, eles eram os únicos que poderiam impedir o seu maior pesadelo: morrer em uma França islamizada.

## Influências na cultura pop

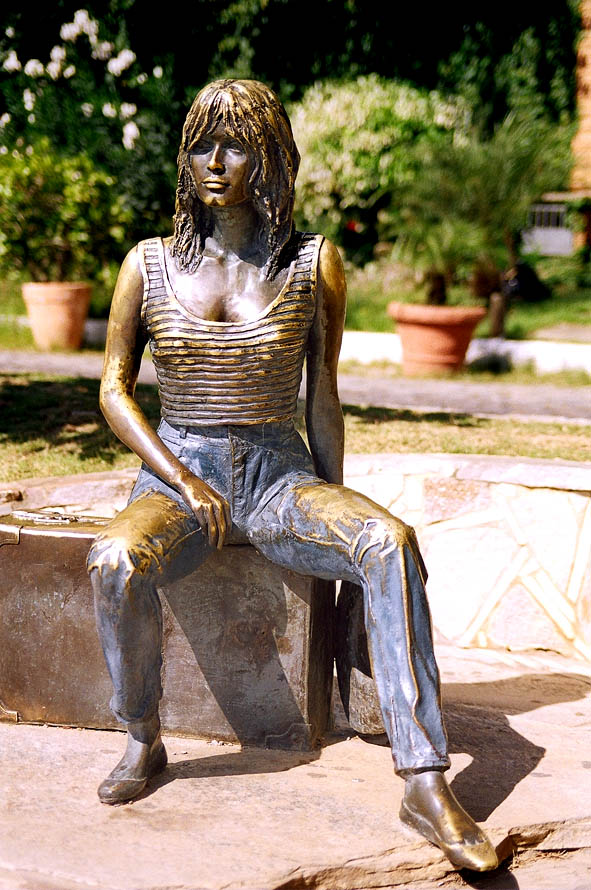
Estátua de Brigitte Bardot em Búzios, Estado do Rio de Janeiro

Além de ser a responsável pela popularização de Saint Tropez, na França, ao se mudar para lá no começo dos anos 1960, no verão de 1964 Brigitte Bardot também mudou a vida de uma pequena cidade do litoral do Rio de Janeiro chamada Armação dos Búzios, então distrito de Cabo Frio, onde ficou hospedada em suas visitas pelo Brasil na tentativa de escapar da perseguição da imprensa no Rio, e acompanhada do namorado Bob Zagury, um playboy, jogador e produtor marroquino que viveu muitos anos e radicou-se no Brasil. Depois da visita de BB, acompanhada diariamente pela imprensa e recheada de fotografias, Búzios foi 'descoberta', virou município e tornou-se um dos pontos mais sofisticados e procurados do verão brasileiro, inclusive por estrangeiros. Em sua homenagem, a Prefeitura local criou a Orla Bardot, na Praia da Armação, e instalou ali uma estátua de bronze da atriz em tamanho natural. O único cinema do sofisticado balneário também leva seu nome, e existem outras dezenas de referências a ela em todos os cantos da cidade. Na sua autobiografia, ela deixou registrado que os períodos passados na região foram as épocas mais lindas de sua vida. Em entrevista de 2017, ela declarou para a RFI: "Guardo recordações únicas. Uma lembrança mágica, magnífica. Vivíamos como Robinson Crusoé em praias selvagens e desertas. As ruelas eram cheias de leitões pretos e galinhas. Nós vivíamos de pesca, farofa, mangas e muito sol".
Em 2008, foi filmado o curta-metragem "Maria Ninguém" sobre a ida de Brigitte Bardot ao Balneário de Búzios, com Fernanda Lima interpretando BB.
Ela é reconhecida por ter popularizado o biquíni usando-o em seus primeiros filmes, nas aparições em Cannes e em dezenas de fotos de revistas.

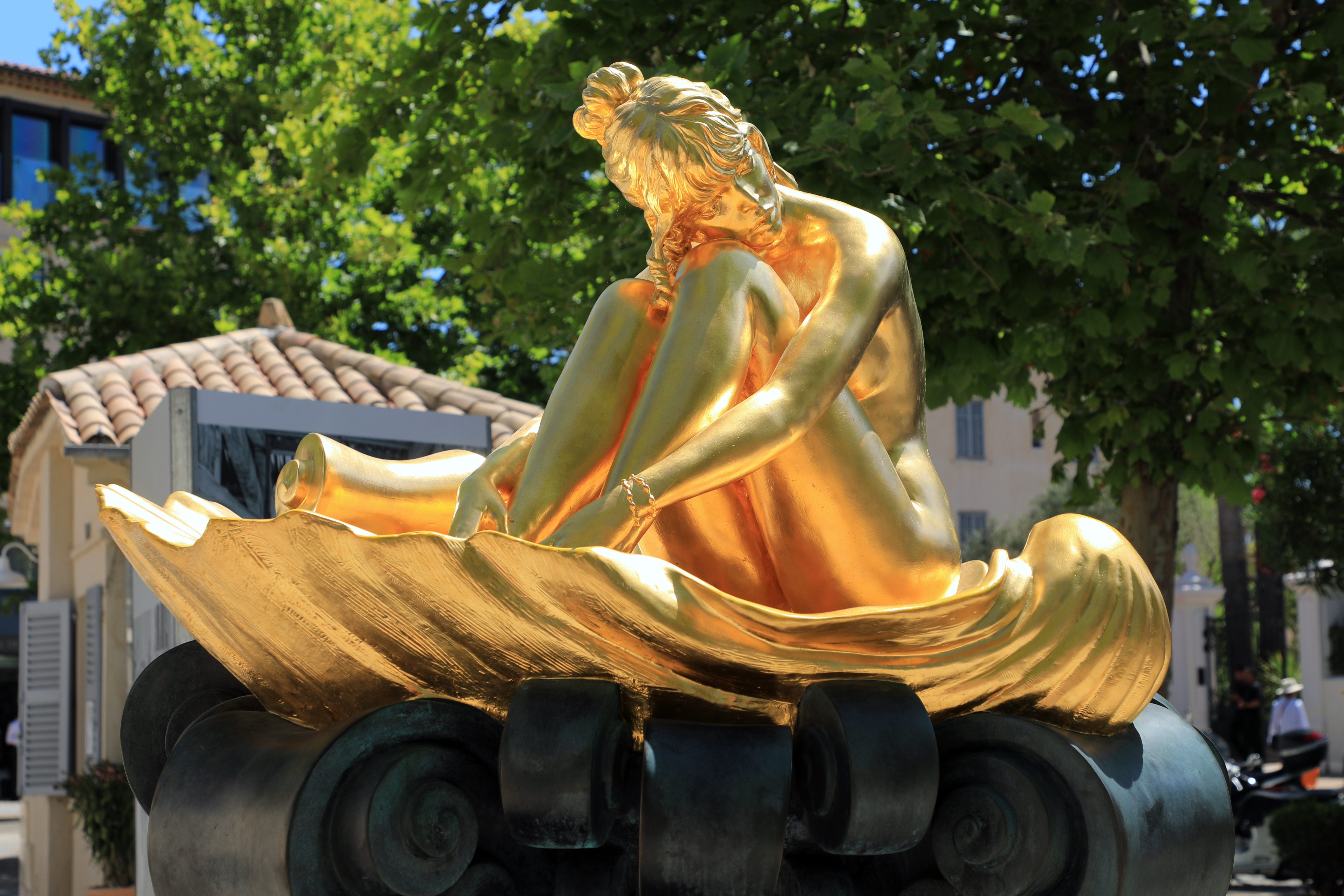
Estátua em homenagem a Brigitte Bardot em Saint-Tropez, França

Além do biquíni, Bardot é reconhecida também por popularizar as sapatilhas. BB, que fez balé clássico durante 12 anos, pediu para que Rose Repetto — criadora da famosa marca Repetto — desenvolvesse um modelo de sapatilhas que ela pudesse usar no dia a dia, o resultado foi o modelo cendrillon, que Brigitte usou em algumas cenas de E Deus Criou a Mulher e em diversos outros filmes e aparições públicas.
Ainda na moda, o decote Bardot (um pescoço bem aberto que expõe os dois ombros) leva o nome dela. Bardot popularizou esse estilo que é usado especialmente para blusas ou pulôveres de malha, embora também seja usado para outros tops e vestidos. Ela também colocou na moda o penteado choucroute ("Chucrute") (uma espécie de estilo de cabelo colméia) e roupas de guingão depois de usar um vestido rosa xadrez vichy, desenhado pelo estilista Jacques Esterel, em seu casamento com Jacques Charrier. Isabella Biedenharn, da Elle, escreveu que Bardot "inspirou milhões de mulheres ao redor do mundo a pentear seus cabelos ou experimentar delineador alado nas últimas décadas".

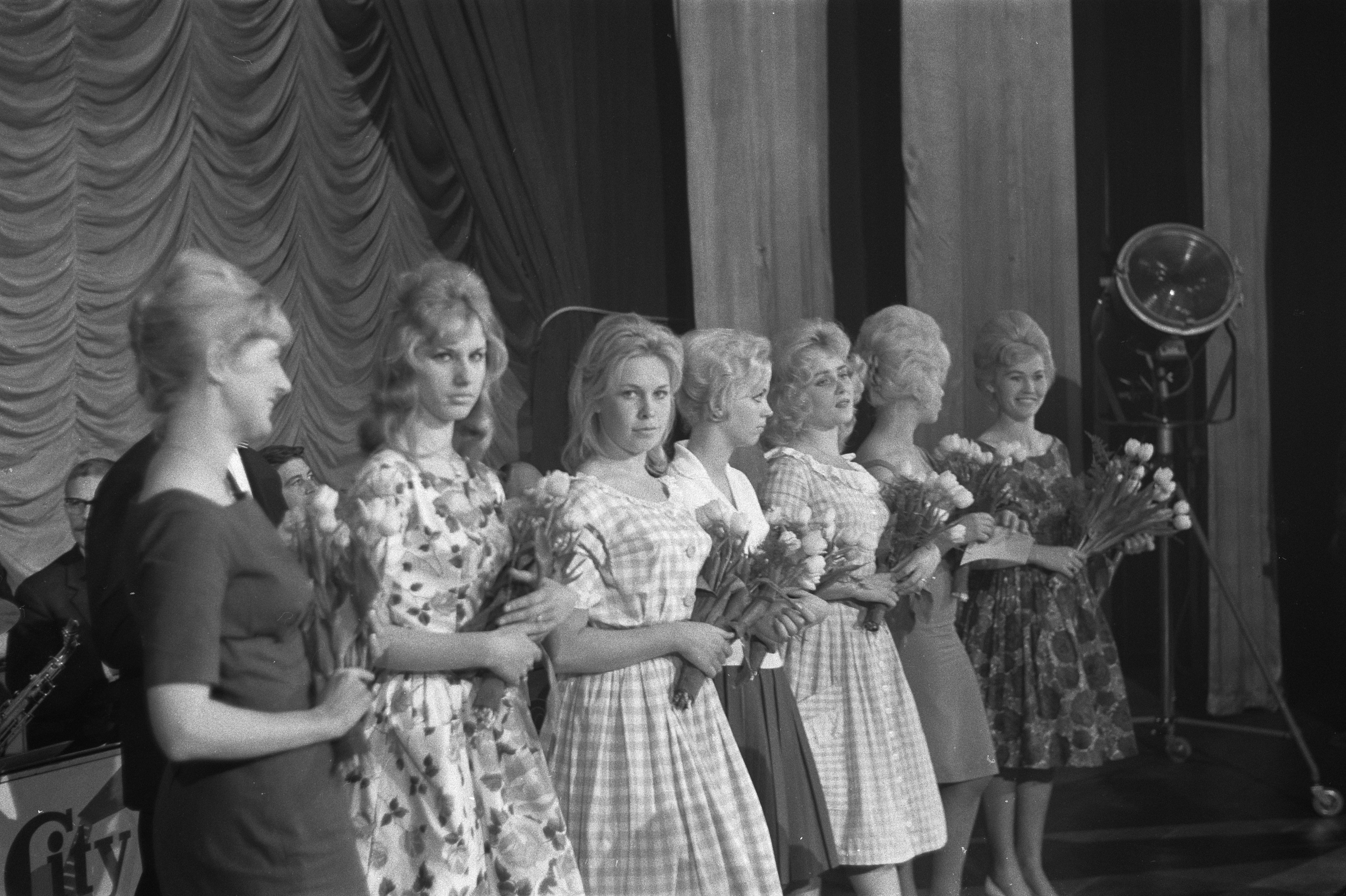
O concurso de "Brigitte Bardot holandesa", realizado em Amsterdã em 1960

BB era idolatrada por John Lennon e Paul McCartney, que tinham planos de fazer um filme dos Beatles junto com ela, nunca realizado, na linha de Os Reis do Iê-Iê-Iê (br). As primeiras companheiras dos dois — esposa e noiva, respectivamente — Cynthia Lennon e Jane Asher, usavam seus cabelos inspirados na cor e no corte do cabelo usado por BB. Ela e Lennon encontraram-se uma vez em 1968 no The May Fair Hotel em Londres, apresentados pelo agente de imprensa dos Beatles, Derek Taylor. No entanto, segundo Lennon contou mais tarde em memórias, nenhum impressionou o outro: 'Eu estava numa viagem de ácido, e ela estava de saída'.

"Sabe...o que era tão legal naquela época era que uma mulher chamada Brigitte Bardot apareceu com Et Dieu... créa la femme. Por aqui, lutamos contra a censura nas décadas de 1950 e 1960, quando você não podia nem mostrar que tinha um busto. Tínhamos que cobrir tudo, e quando o filme de Bardot foi lançado em uma casa de arte em Los Angeles, meu Deus, as pessoas fizeram fila em Wilshire Boulevard para vê-lo. Eu também fiquei na fila e pensei: "Por que não posso fazer isso?"."

—Mamie Van Doren, 2000
O estilo de Bardot influenciou outras artistas como Jane Fonda, Catherine Deneuve, Julie Christie, Faye Dunaway, Britt Ekland, Marianne Faithfull, Virna Lisi entre outras. Em 1989, Joan Collins disse em entrevista que mesmo antes do lançamento de E Deus criou a Mulher, muitas mulheres já copiavam os penteados volumosos e o estilo mais despojado de BB - incluindo ela mesma - que em 1955 estava em Roma filmando Terra dos Faraós.

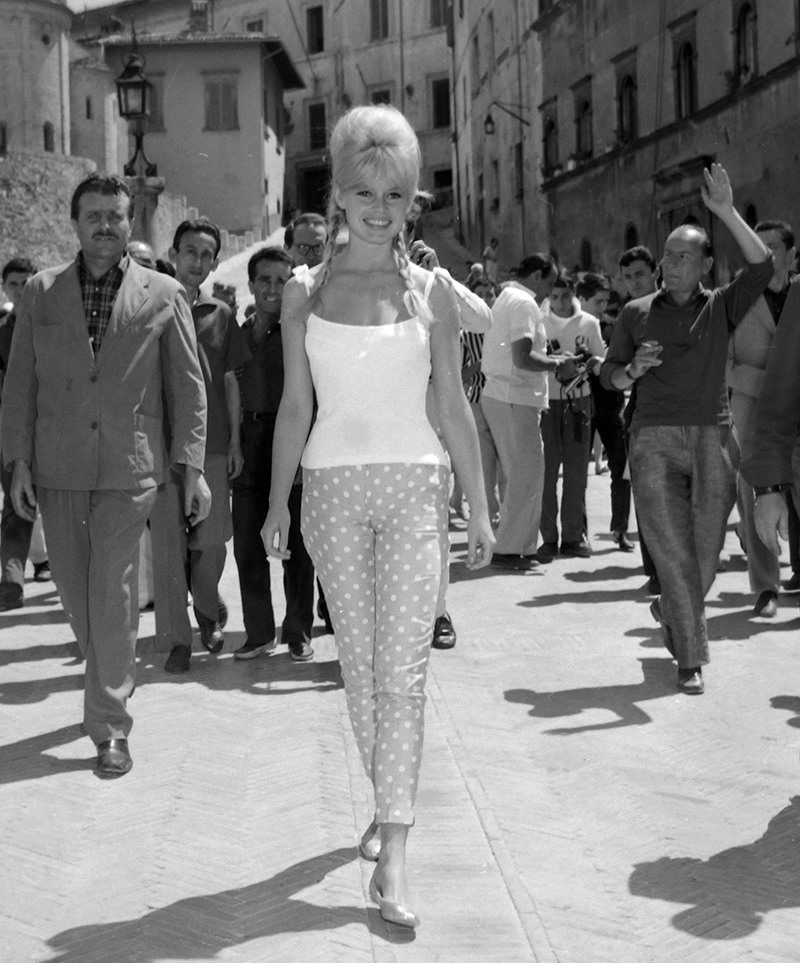
Bardot em Spoleto, Itália, agosto de 1961

Ruth Handler, criadora da boneca Barbie em 1959 e diretora da Mattel por muitos anos, sugeriu que a Barbie foi inspirada em Brigitte Bardot e Marilyn Monroe e baseada em uma outra boneca alemã que já existia na época chamada Lilli.
Brigitte Bardot foi tema e inspiração para diversas marchinhas do Carnaval do Rio de Janeiro no final dos anos 50 e início dos anos 60. A primeira foi Bardot e Lolo, de Marília Batista, em 1959. Nos anos seguintes, o compositor Jorge Veiga gravou as músicas Carta à Brigitte Bardot e Brigitte Bardot, esta última sendo uma adaptação da canção do músico turco Dario Moreno, que se tornou uma das músicas mais tocadas no carnaval carioca de 1961.
Em 1970, o escultor francês Alain Gourdon usou Brigitte como modelo para o busto de Marianne, o emblema nacional da França.
Bob Dylan dedicou a ela, como consta nos créditos de seu primeiro disco, a primeira música que compôs na vida. Anos depois, ele também a mencionou pelo nome na música I Shall Be Free, um dos singles de seu segundo álbum de estúdio The Freewheelin' Bob Dylan.
Em 1973, o compositor baiano Tom Zé compôs uma música que narra o envelhecimento de Brigitte Bardot. A canção prediz a velhice da atriz de forma triste, decadente e potencialmente suicida. Na época da composição, Bardot havia recentemente deixado os cinemas e completava 40 anos de idade.
Seu nome consta também em dezenas de músicas feitas por artistas tão diversos como Elton John, Billy Joel (na famosa canção We Didn't Start the Fire), Red Hot Chili Peppers, The Who, Caetano Veloso, entre outros.
A cantora e compositora australiana Kylie Minogue usou Bardot como inspiração estética para o seu álbum de 2003 Body Languague.
Recentemente, seu nome têm voltado a ser citado como inspiração em canções de artistas da nova geração como Olivia Rodrigo, Chappel Roan e Kali Uchis.

## Vida pessoal e relacionamentos
Além dos escândalos que protagonizou, Brigitte Bardot também foi conhecida por sua vida conturbada e polêmica. No auge de sua carreira, sua vida íntima despertava grande curiosidade pública e era alvo constante de tabloides e revistas de fofoca. A mídia sensacionalista, em muitas ocasiões, a apelidou de "devoradora de homens", devido a rapidez com que terminava seus relacionamentos e pela quantidade deles. Na biografia que escreveu sobre BB em 2013, a jornalista Ginette Vincendeau revelou que ao longo de sua vida Bardot teve cerca de 100 amantes (incluindo mulheres) e que a pressão trazida pela fama a fez entrar em colapso, tentando suicídio quatro vezes e abandonando seu único filho. Durante o período em que atuou no cinema, sua carreira foi marcada por três casamentos. 

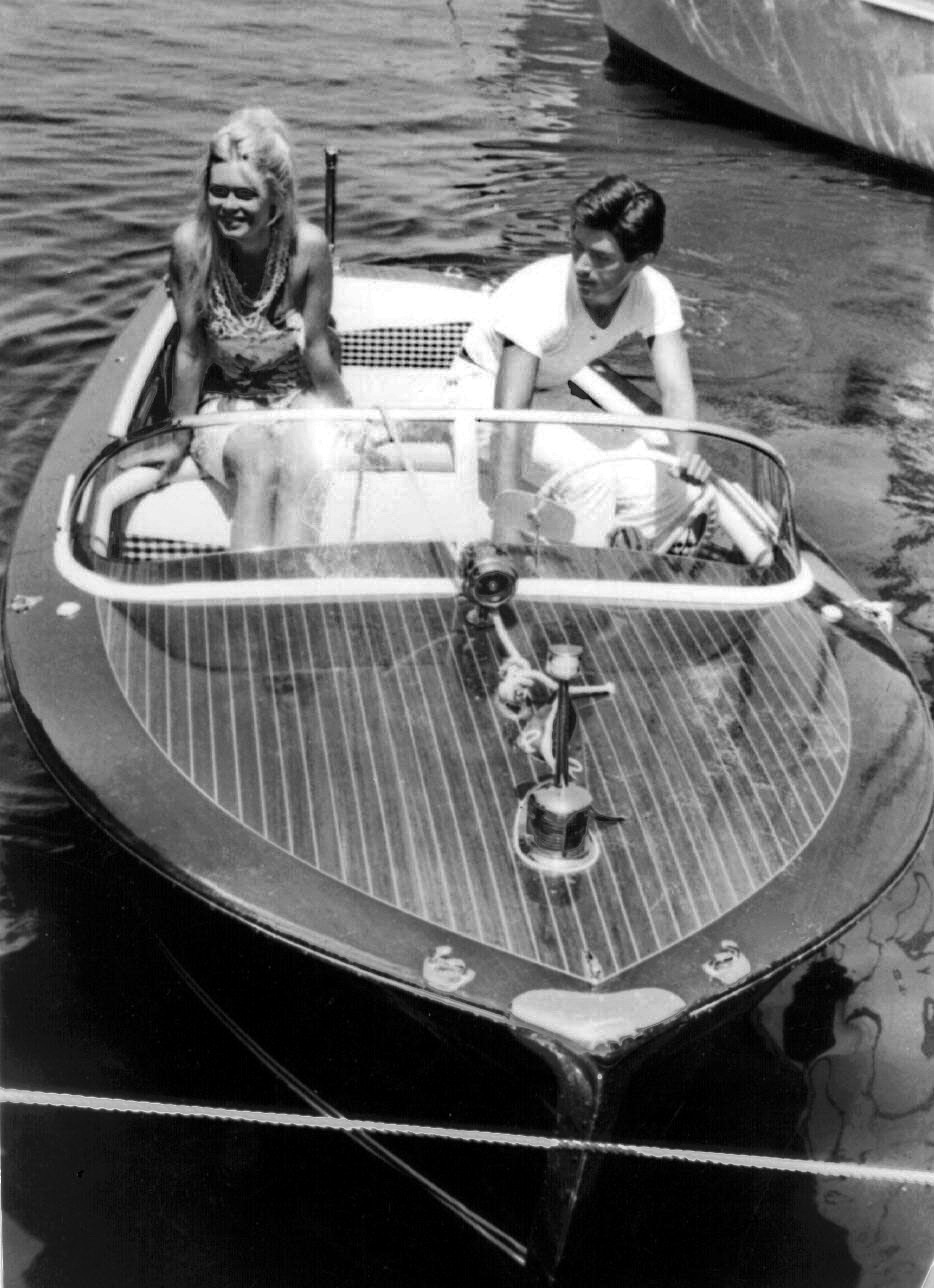
Bardot e Sami Frey em Saint Tropez, 1963

O primeiro foi em 1950 com Roger Vadim, sendo ele o responsável por assessorar e lançar ela ao estrelato. Vadim e Bardot se divorciaram em 1957, depois que ela o traiu com Jean-Louis Trintignant durante as filmagens de E Deus Criou a mulher. Logo depois, Bardot teve um rápido relacionamento com o cantor francês Sacha Distel. O segundo casamento aconteceu em 1959 com o ator Jacques Charrier, os dois atuaram juntos no filme Babette vai à guerra e foi ele quem deu a Bardot seu único filho, Nicolas Jacques Charrier, o qual ela abandonou com o pai após a separação.
O casamento com Jacques Charrier foi o último relacionamento que a atriz deu satisfação aos seus amigos, família e sociedade. Conforme ficou registrado em sua autobiografia, Bardot afirma que a pressão familiar forçou ela se casar com Jacques após o descobrimento da gravidez. Ela tentou abortar, mas não conseguiu nenhum médico que aceitasse esconder a notícia, pois ela já havia se submetido a dois abortos durante o tempo que esteve casada com Roger Vadim.

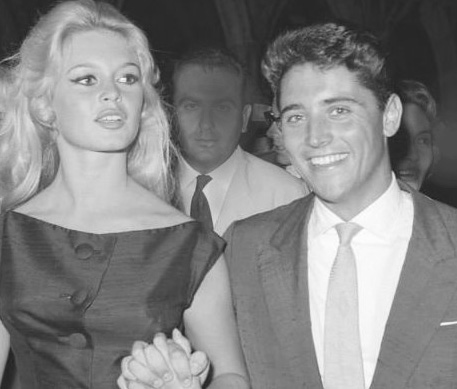
Brigitte Bardot e Sacha Distel em 1958

O terceiro casamento foi com o playboy e multimilionário alemão Gunter Sachs. Eles se conheceram em 1966, apresentados por amigos em comum. Algumas horas depois do primeiro encontro, Sachs enviou um helicóptero até a casa de Bardot em Saint-Tropez, na Riviera francesa, que cobriu a piscina e o jardim da casa dela com pétalas de rosas vermelhas. Os dois se casaram quatro semanas depois em Las Vegas e passaram a lua mel no Tahiti, na Oceania. Günter Sachs fez parte do jet set europeu durante os anos 1960 e no início da década ele já aparecia na capa de alguns tabloides devido seu romance com a rainha iraniana Soraya Esfandiary, então esposa do xá Mohammad Reza Pahlavi, mas apesar de bilionário, foi sua união com Brigitte Bardot que o tornou reconhecido especialmente fora da Europa.
O quarto e último casamento, realizado em 1992, e que perdura até hoje, foi com Bernard D'Ormale, um conselheiro político de Jean-Marie Le Pen, ex-presidente da Frente Nacional francesa, principal partido de extrema-direita da França.

Outros relacionamentos famosos de Bardot durante sua juventude incluem o bartender e instrutor de esqui Christian Kalt, o dono de boate Luigi "Gigi" Rizzi, o jogador de basquete do Flamengo Bob Zagury, os cantores Gilbert Bécaud e Serge Gainsbourg, o escritor americano John Gilmore e o ator Warren Beatty. Em 2018, em entrevista concedida ao Le Journal du Dimanche, ela negou os rumores que existiam há décadas sobre supostos relacionamentos com Johnny Hallyday, Jimi Hendrix e Mick Jagger (com quem ela teve um encontro em Paris após um show dos Stones, em 1967).

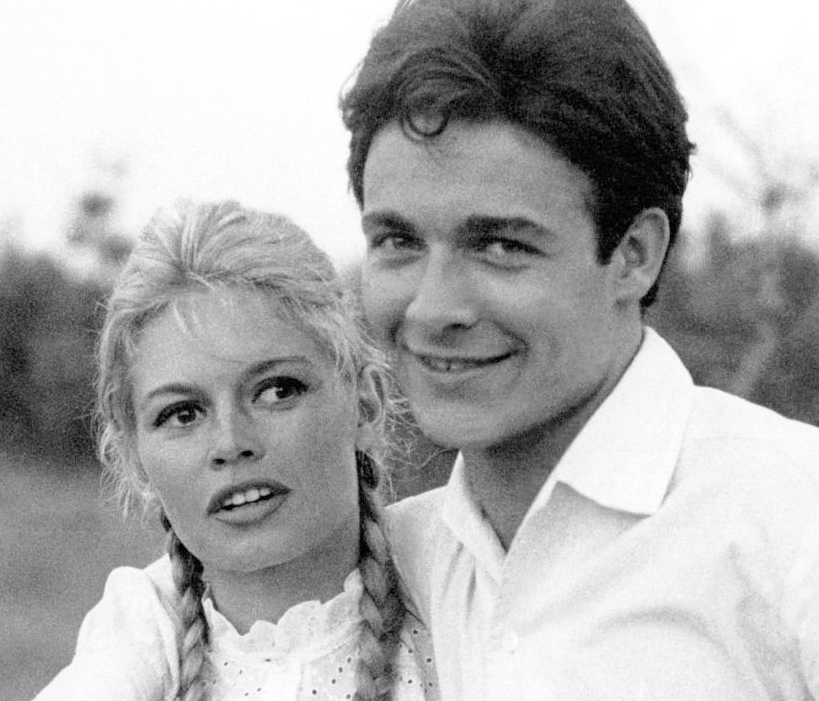
Brigitte Bardot e seu segundo marido, Jacques Charrier, no início dos anos 1960

Em maio de 1960, o então secretário particular de Bardot, Alain Carré, vendeu o diário particular dela sem o seu consentimento por 50 milhões de francos franceses, que foi publicado com exclusividade na revista France Dimanche. No entanto, segundo ele, os segredos de Bardot não eram tão sensacionais quanto o público esperava ler. Carré revelou que Bardot administrava seu dinheiro como uma "dona de casa burguesa cuidadosa". Ela examinava atenciosamente as contas do mercado, odiava desperdiçar comida e, apesar de todo o dinheiro que ganhava no cinema, "não se entregava a caviar ou diamantes". Em 2012, o valor pelo qual Alain Carré entregou o diário de Bardot à imprensa equivalia a aproximadamente 7,62 milhões de Euros.
Em diversas declarações após sua saída do cinema, Bardot acusou a imprensa de ser responsável pela depressão que sofreu ao longo de sua vida. Ela odiava as hordas de jornalistas e paparazzi que seguiam incessantemente cada movimento dela e dissecavam impiedosamente sua vida privada nos tabloides. Apesar da adulação e da atenção que recebia no auge de sua carreira, seus papéis no cinema provocaram hostilidade de muitos ricos e poderosos e também de cidadãos comuns que desprezavam seu estilo de vida hedonista.
Atualmente, Bardot ainda mora em La Madrague, uma propriedade isolada e muito particular em Saint-Tropez, que ela possui desde o início dos anos 1960 e ainda hoje atrai fãs e curiosos para as redondezas. Ela mora com seu marido Bernard D'Ormale e muitos animais que resgatou das ruas e de abrigos. Ela sofre de artrose desde meados dos anos 2000 e ao longo das décadas se recusou a passar por qualquer tipo de procedimento estético.
Em 19 de julho de 2023, foi noticiado na imprensa que Bardot tinha sido socorrida por bombeiros em sua casa em Saint-Tropez, após enfrentar uma crise respiratória devido a uma intensa onda de calor.
Na ocasião de seu aniversário de 90 anos, em setembro de 2024, Bardot declarou semanas antes para a France-Presse: "Agradeço a todos, mas já estou cansada desse aniversário. Já cansei porque é um assédio, sou muito requisitada em todos os lugares. Está chovendo torrencialmente e tenho toda minha correspondência para abrir".

## Discografia
- Brigitte Bardot Sings (1963, Philips) — Colaboração de Serge Gainsbourg, inclui o sucesso La Madrague.
- B.B. (1964, Philips) com Claude Bolling, Alain Goraguer, Gérard Bourgeois.
- Ah ! Les p'tites femmes de Paris, dueto com Jeanne Moreau em Viva Maria! (1965, Philips) dirigido por Georges Delerue.
- Brigitte Bardot Show 67 (1967, Mercury) com Serge Gainsbourg (incluindo os sucessos "Harley Davidson", "Comic Strip", "Contact" e "Bonnie and Clyde"), parceria de Sacha Distel, Manitas de Plata, Claude Brasseur e David Bailey.
- Je t'aime moi non plus, dueto com Serge Gainsbourg (1967, Philips). Foi regravada em 1969 por Serge Gainsbourg e Jane Birkin, sendo esta versão que alcançou sucesso mundial. A versão com Bardot foi lançada oficialmente apenas em 1986.
- Brigitte Bardot Show (1968, Mercury), tema de Francis Lai.
- Tu es le soleil de ma vie (dueto com Sacha Distel, 1972). Esta é uma versão em francês da canção You Are the Sunshine of My Life, de Stevie Wonder, que ficou em 1º lugar na Billboard Hot 100 naquele ano.

## Livros
Ao todo, Bardot também escreveu cinco livros:
- Noonoah: Le petit phoque blanc (Grasset, 1978)
- Initiales BB (Iniciais BB) - (autobiografia, Grasset & Fasquelle, 1996)
- Le Carré de Pluton (Grasset & Fasquelle, 1999)
- Un Cri Dans Le Silence (Um grito no silêncio) - (Editions Du Rocher, 2003)
- Pourquoi? (Edições Du Rocher, 2006)

## Prêmios
- 12ª Victoires du cinéma français (vitórias do cinema francês) (1957): Prêmio de Melhor Atriz, como Juliette Hardy em E Deus Criou a Mulher.
- 11º Prêmio Bambi (1958): Melhor Atriz, indicação, como Juliette Hardy em E Deus Criou a Mulher.
- 14ª Victoires du cinéma français (1959): Prêmio de Melhor Atriz, como Yvette Maudet em Amar é Minha Profissão.
- Prêmios Europeus de Bruxelas (1960): Melhor Atriz como Dominique Marceau em A verdade, venceu.
- 5º Prêmio David di Donatello (1961): Melhor Atriz Estrangeira como Dominique Marceau em A Verdade, venceu.
- 12º Étoiles de cristal pela Academia Francesa de Cinema (1966): Prêmio de Melhor Atriz, como Marie Fitzgerald O'Malley em Viva Maria!.
- 18º Prêmio Bambi (1967): Prêmio Bambi de Popularidade, venceu.
- 20º Prêmio BAFTA (1967): Prêmio BAFTA de Melhor Atriz Estrangeira , indicação, como Marie Fitzgerald O'Malley em Viva Maria!.

## Filmografia
| Ano  | Filme                                                            | Personagem              | Título em Português                              |
| ---- | ---------------------------------------------------------------- | ----------------------- | ------------------------------------------------ |
| 1952 | Manina, la file sans voile                                       | Manina                  | Manina, a moça sem véu                           |
| 1952 | Le trou normand                                                  | Javotte Lemoine         | Le trou normand                                  |
| 1953 | Le Portrait de son père                                          | Domino                  | O retrato de seu pai                             |
| 1953 | Un acte d'amour                                                  | Mimi                    | Mais forte que a Morte                           |
| 1954 | Si Versailles m'était conté                                      | Mademoiselle de Rozille | Se Versalhes falasse                             |
| 1954 | Tradita                                                          | Anna                    | A Noite de Núpcias                               |
| 1955 | Futures Vedettes                                                 | Sophie                  | Futuras vedetes                                  |
| 1955 | Le Fils de Caroline chérie                                       | Pilar d'Aranda          | Os amores do filho de Carolina                   |
| 1955 | Les Grandes Manœuvres                                            | Lucie                   | As Grandes manobras                              |
| 1955 | Rendez-vous à Rio                                                | Hélène Colbert          | A Noiva do Comandante                            |
| 1956 | Helen of Troy                                                    | Andraste                | Helena de Troia                                  |
| 1956 | Cette sacrée gamine                                              | Brigitte Latour         | Garota Levada                                    |
| 1956 | Et Dieu... créa la femme                                         | Juliette Hardy          | E Deus criou a mulher                            |
| 1956 | La Mariée est trop belle                                         | Chouchou                | Brotinho do outro Mundo                          |
| 1957 | Une Parisienne                                                   | Brigitte Laurier        | br: Uma Parisiense pt: O príncipe e a parisiense |
| 1958 | Les bijoutiers du clair de lune                                  | Ursula                  | br: Vingança de Mulher pt: Ao cair da noite      |
| 1958 | En cas de malheur                                                | Yvette Maudet           | Amar é Minha Profissão                           |
| 1959 | Babette s'en va-t-en guerre                                      | Babette                 | Babette vai à Guerra                             |
| 1959 | La femme et le Pantin                                            | Eva Marchand            | A Mulher e o Fantoche                            |
| 1959 | Voulez-vous danser avec moi?                                     | Virginie Dandieu        | Quer dançar comigo?                              |
| 1960 | La vérité                                                        | Dominique Marceau       | A Verdade                                        |
| 1960 | Le testament d'Orphée                                            | Ela mesma               | O Testamento de Orfeu                            |
| 1961 | Les amours célèbres                                              | Agnes Bernauer          | Amores célebres                                  |
| 1961 | La Bride sur le cou                                              | Sophie                  | Torneio de Amor                                  |
| 1962 | Vie privée                                                       | Jill                    | Vida Privada                                     |
| 1962 | Le Repos du guerrier                                             | Geneviève Le Theil      | O repouso do guerreiro                           |
| 1963 | Le Mépris                                                        | Camille Javal           | O Desprezo                                       |
| 1964 | Une ravissante idiote                                            | Penelope Lightfeather   | As malícias do Amor                              |
| 1965 | Viva María!                                                      | Maria I                 | Viva Maria!                                      |
| 1965 | Dear Brigitte                                                    | Ela mesma               | Minha Querida Brigitte                           |
| 1966 | Masculin Féminin                                                 | Ela mesma               | Masculino-Feminino                               |
| 1966 | Marie Soleil                                                     | Ela mesma               | Marie Soleil                                     |
| 1967 | À coeur joie                                                     | Cécile                  | Eu sou o Amor                                    |
| 1968 | Histoires extraordinaires                                        | Giuseppina              | Histórias Extraordinárias                        |
| 1968 | Shalako                                                          | Countess Irina Lazaar   | Shalako                                          |
| 1969 | Les Femmes                                                       | Clara                   | As Mulheres                                      |
| 1970 | L'Ours et la Poupée                                              | Felicia                 | O urso e a boneca                                |
| 1970 | Les novices                                                      | Agnès                   | As Noviças                                       |
| 1971 | Les Pétroleuses                                                  | Louise                  | As Petroleiras                                   |
| 1971 | Boulevard du Rhum                                                | Linda Larue             | Boulevard du Rum                                 |
| 1973 | Don Juan 1973 ou Si Don Juan était une femme...                  | Jeanne                  | Se Don Juan Fosse Mulher                         |
| 1974 | L'histoire très bonne et très joyeuse de Colinot Trousse-Chemise | Arabelle                | As aventuras de Colinot                          |